# Portugalská Indie
Portugalská Indie (portugalsky Estado da Índia, tedy „Stát Indie“) byla souborem především přístavních měst a pevností na pobřeží monzunové Asie od mysu Dobré naděje na západě až po Moluky, Macau a japonské Nagasaki (formálně nebylo její součástí) na východě. Jednotlivé državy byly buď dobyty anebo získány na základě smlouvy s příslušným domorodým vládcem. Období její existence spadá mezi léta 1505–1961, přičemž vedle pobřežních osad se jednalo prakticky pouze o síť námořních tras tyto osady propojující, zatímco ovládané souše bylo minimum. Jejím hlavním městem byl nejprve Kóčin na Malabárském pobřeží Indie a po roce 1530 pak Goa, tzv. Velha Goa, tj. Stará Goa, a od roku 1843 Panjim (Panadží) neboli tzv. Nova Goa, tedy Nová Goa na Kónkanském pobřeží Indie.
Základy Portugalské Indie byly položeny za působení prvních dvou reprezentantů portugalské Koruny v Asii – Francisca de Almeida a Afonsa de Albuquerque (1505–1515). V průběhu 16. století bylo v bojích s celou řadou asijských státních útvarů, Mápilleji (indičtí muslimové arabského původu) a osmanskými Turky dosaženo jejího rozšíření a stabilizace. Přesto se Portugalcům nepodařilo nikdy plně prosadit svoji moc v oblastech na východ od Malackého průlivu ani ovládnout Rudé moře, kudy až do objevení cesty kolem mysu Dobré naděje (1498) vedla jediná námořní obchodní trasa dodávající orientální zboží na evropské trhy.
Úpadek portugalského asijského impéria započal v ekonomické rovině již v 70. letech 16. století, přičemž politické vyjádření dostal na přelomu 16. a 17. století v souvislosti s pronikáním dalších evropských národů, především pak Nizozemců,
do Indického oceánu. Po tvrdých bojích vyplňujících první tři čtvrtiny 17. století, v nichž hrály významnou úlohu i představitelé asijských monarchií, vzala portugalská převaha definitivně za své. V následujícím období se území Portugalské Indie neustále zmenšovalo, až se před polovinou 19. století smrsklo na pouhé tři západoindické enklávy (Goa, Daman a Díu). Ty roku 1961 pohltila jako relikt minulosti nezávislá Indie.

## První kontakty (1415–1505)

### Poznávání západního pobřeží Afriky
Když se portugalská armáda v čele se samotným králem Janem I. 21. srpna 1415 zmocnila severomarockého přístavního města Ceuta, byla zahájena mimoevropská expanze Portugalského království, a to jako prvního evropského státu vůbec. Ačkoliv příčiny vedoucí k obsazení Ceuty byly spíše strategického charakteru (město mělo pomoci ke snazší kontrole důležité námořní cesty vedoucí Gibraltarským průlivem), pozdější portugalské aktivity byly poháněny spíše ekonomickými a náboženskými motivy. Faktem však zůstává, že počínaje rokem 1415 byli Portugalci na africkém kontinentě mocensky přítomni více než 550 let.

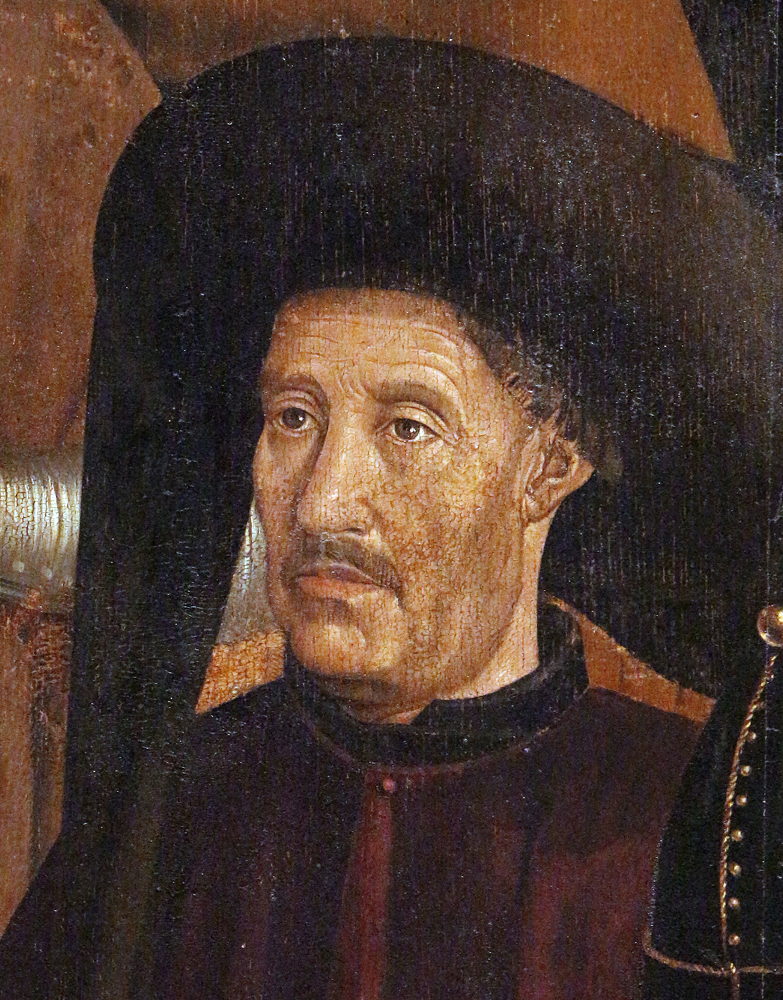
Jindřich Mořeplavec, nejznámější postava portugalských dějin
(Nuno Gonçalves, detail polyptychu sv. Vincence, pol. 15. st.)

Éra zámořských objevů, jejíž počátek se datuje do přelomu druhého a třetího desetiletí 15. století, je spojena především s třetím synem Jana I. infantem Jindřichem Mořeplavcem. Jeho postavení člena královské rodiny a od roku 1420 protektora Kristova řádu mu umožnilo shromáždit velké finanční prostředky, kterých bylo zapotřebí, poněvadž námořní plavby byly až do importu první zásilky černých otroků do Portugalska v roce 1441 jednoznačně prodělečné. Důvodem byly nejen pusté břehy dnešní Západní Sahary neumožňující osídlení trvalejšího rázu ani rozvoj obchodu, ale také počáteční úzké sepětí výprav s válečnými ambicemi portugalského dvora v Maroku.
Obrat od vojenského zájmu k hospodářské sféře nastal až po katastrofální porážce portugalského vojska před marockým Tangerem v roce 1437, způsobené do značné míry taktickými chybami Jindřicha Mořeplavce. Zájem prince se poté stočil k pátrání po nových zdrojích zlata a stříbra, kterými se v minulosti měřilo bohatství států i jednotlivců. Jindřichův charakter militantního křesťanského rytíře se však zračí v toužebně vyhlíženém spojenci z afrického vnitrozemí, tzv. knězi Janovi, do jehož mytické říše se mořeplavci snažili proniknout po řekách Senegal, Gambie, Niger i Kongo, aniž ještě tušili, jak je africký kontinent rozlehlý.
V 50. letech 15. století se v Jindřichově mysli zrodil plán na dosažení bájného bohatství Indie, především pak koření. Infant však neměl na mysli dnešní poloostrov Přední Indie, nýbrž tzv. Etiopskou Indii (či První Indii) ležící ve východní Africe a Arábii. Idea navázání kontaktů se skutečnou Indií je dílem až krále Alfonse V. (kolem roku 1470) a k dokonalosti ji vypracováním obdivuhodného projektu dovedl jeho syn Jan II. zvaný Dokonalý kníže (Príncipe perfeito) v 80. letech 15. století. Ten se pokoušel nalézt spojení s Orientem jak po souši, tak po moři. Zatímco jeho emisar Pêro da Covilhã byl úspěšný a v letech 1488–1489 na vlastní oči spatřil bohatá obchodní města Východu, aby nakonec roku 1493 dorazil do Etiopie (Habeše), jejíž vládce (tzv. neguš, tj. král králů) byl od 2. čtvrtiny 14. století pokládán za kněze Jana, Bartolomeu Dias musel u ústí jihoafrické Velrybí řeky stočit svou loď zpět do Lisabonu.
Efektivní přístup do Asie však bylo samozřejmě možné zajistit pouze prostřednictvím mořské hladiny, ale do jisté míry nepochopitelná cézura mezi lety 1488–1497 ponechala konečné rozhodnutí až na Janově nástupci Manuelovi I. Ten musel nejprve překonat nechuť členů tzv. obchodní strany na lisabonském dvoře k riskantnímu podniku a požadující koncentraci sil na obchod při březích západní Afriky. Nakonec však přes odpor Královské rady vyslal roku 1497 na jih malou flotilu v čele s Vaskem da Gama. Jeho cíl byl jasný – doplout do Indie.

### Přelomová plavba Vasca da Gamy

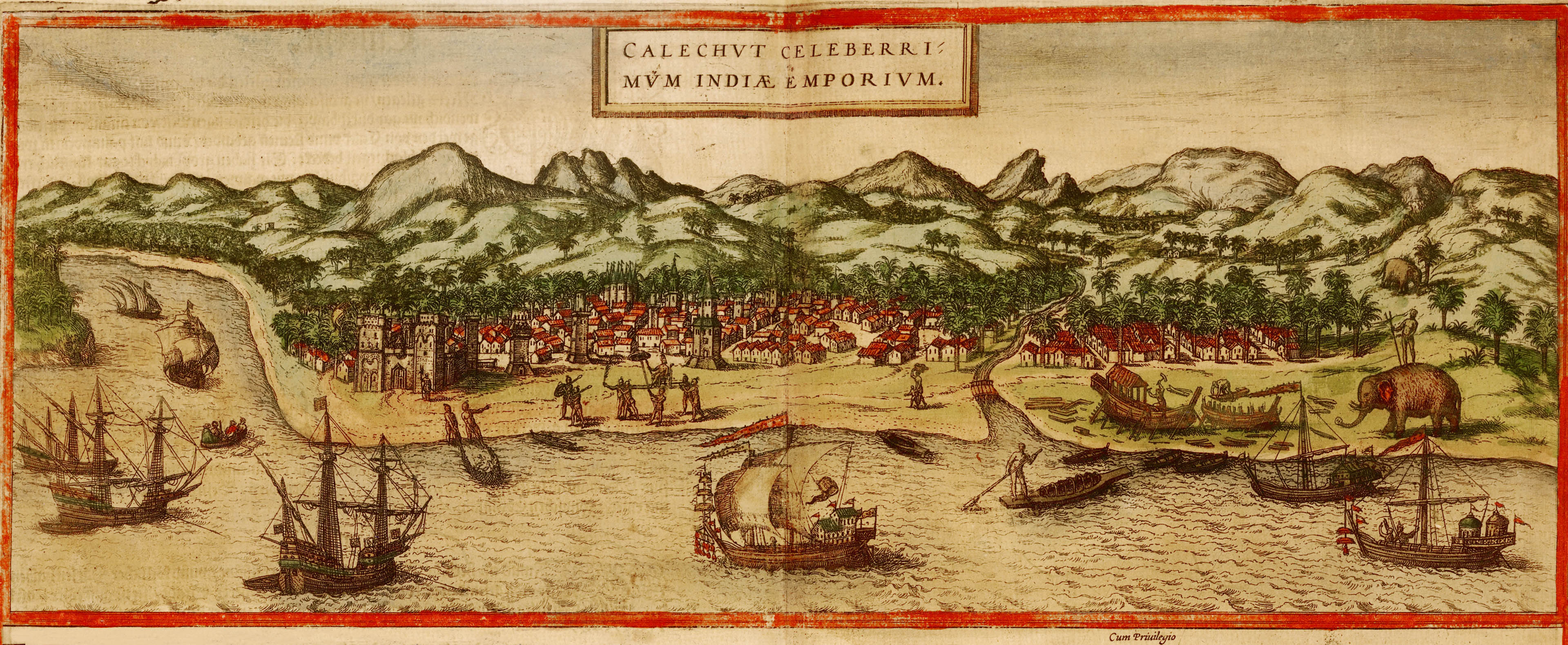
Přístav Kalikat, který kolem roku 1500 dominoval Malabarskému pobřeží
(Georgius Braunius, Civitates orbis terrarum, 1572)

Příjezd Vasca da Gamy 20. května 1498 do drobného přístavu Kapokate (Kappad) severně od města Kalikat (portugalsky Calecute) na Malabárském pobřeží (v dnešním indickém státě Kérala) zahajuje podle indického historika K. M. Panikkara tzv. epochu Vaska da Gama v asijských dějinách. Jedná se o období námořní dominance evropských mocností, které trvalo až do poloviny 20. století. Vasco da Gama byl krátce poté, co spatřil vytoužené pobřeží Indie, přijat panovníkem Kalikatu, tzv. zamorínem (v překladu Pán moře), kterého Covilhã označil za nejmocnějšího v politicky roztříštěném pobřežním regionu. Postupoval přitom přesně v intencích instrukcí, které mu uložil král Manuel I.

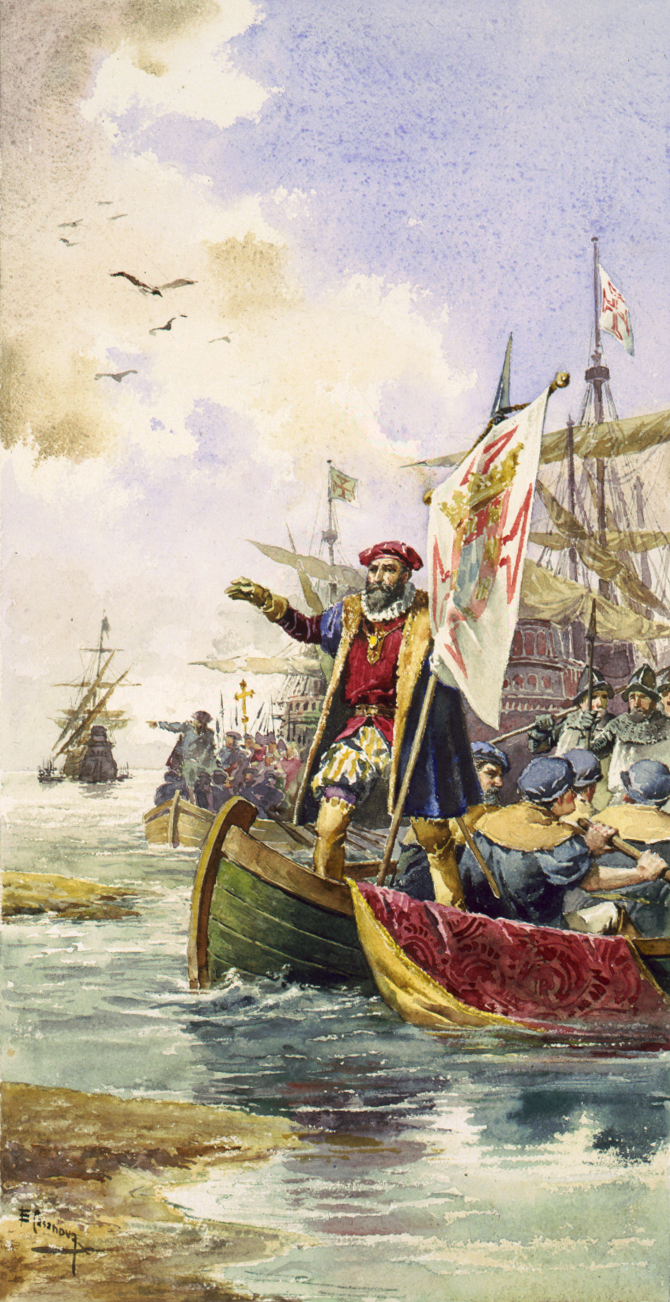
Vasco da Gama s portugalskou standartou u indických břehů před přístavem Kalikat
(Ernesto Casanova, 1880)

Při audienci předal orientálnímu vladaři dopis od svého monarchy, ve kterém stálo: „Jakmile se stalo králi Portugalska známé, že vládce Kalikatu je jedním z nejmocnějších panovníků celé Indie a přilehlých oblastí a křesťanského vyznání, dychtil s ním uzavřít smlouvu o přátelství a obchodu, protože by mohl získat koření ... A jestli by Jeho Veličenstvo dalo povolení pro odeslání koření, on by mohl poslat mnoho zboží ze svého království ... nebo kdyby tyto věci nepostačovaly ... byl by ochoten poslat peníze, jak zlato, tak stříbro, pro koupi tohoto koření“.
Jak je z listu patrné, Vasco da Gama se domníval, že zamorín vyznává křesťanskou víru, protože zkrátka nebyl muslim ani judaista a tehdejší Portugalci jiné náboženství pravděpodobně ani neznali. Ve skutečnosti se však jednalo o hinduistu ponechávajícího za podíl na celních poplatcích volnou ruku v námořním obchodě jednak blízkovýchodním Arabům a jednak tzv. Mápillejům (Móplům; doslova syn matky, pilla – syn, ma – matka), tj. poindičtělým muslimským obchodníkům arabského původu. Jejich komunita vznikala postupně od 12. století vzájemným poklidným míšením přicházejících arabských kupců a indických žen.
Při takovém stavu věcí zamorín nemohl mít žádné pochopení pro křižácké plány krále Manuela I., jenž s ním počítal jako se spojencem ve svém globálním boji proti muslimům, v tomto případě proti muslimům z Předního Východu. Jeho záměrem bylo obsadit muslimské království Fes (Fas) v severním Maroku, s benátskou a johanitskou pomocí vypudit osmanské Turky ze středomořského prostoru, s podporou křesťanské Etiopie a ve skutečnosti neexistujících indických křesťanských států včetně Kalikatu vyvrátit mamlúckou říši s centrem v Egyptě a ztotožňovanou s „velkou prostitutkou“ ze Zjevení sv. Jana (Apokalypsy), srovnat se zemí svatá města islámu Mekku a Medinu a nakonec znovu dobýt pro křesťanské náboženství Jeruzalém. Nakonec portugalský král zamýšlel svoji korunovaci na císaře Orientu.
Diplomatická jednání vedená Vaskem da Gama skončila fiaskem i kvůli tomu, že portugalský velitel nabídl zamorínovi nesmírně chudé dary, které indický vladař odmítl přijmout s tím, že honosněji by jej obdaroval i „ten nejchudší kupec z Mekky“. Gamův návrat do vlasti v roce 1499 však byl přesto triumfální, poněvadž již sám fakt, že byla nalezena námořní cesta do Indie, představoval důvod k radosti. Král Manuel I. se záhy nato prohlásil „Pánem conquisty (dobývání), mořeplavby a obchodu s Etiopií (myšlena východní Afrika), Arábií, Persií a Indií“, kteréžto honosné oslovení zůstalo součástí titulatury portugalských králů až do zániku monarchie v roce 1910. Vzhledem k tomu, že Manuel očekával brzké přijetí titulu císař Orientu, nenechal se titulovat králem Indií. Tím by totiž popřel právní suverenitu asijských panovníků, což by jeho císařské ambice ve smyslu krále králů negovalo.

### Vznik prvních portugalských opěrných bodů

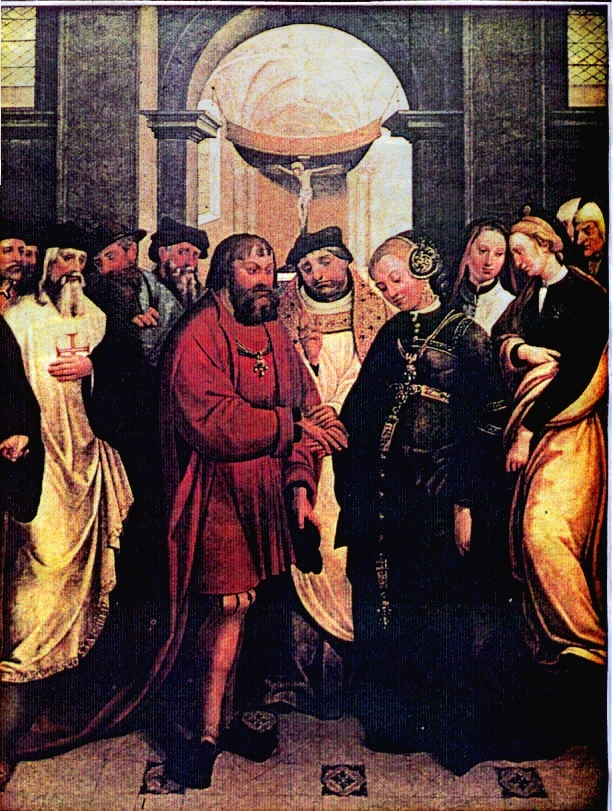
Doposud žádný vládce neměl takové právo nazývat se císařem, jako Manuel I., který je zde vyobrazen,jak si bere svou druhou ženu Marii Aragonskou v roce 1500.
(Garcia Fernandes, 1531 či 1541)

V roce 1500 Manuel I. vyslal do asijských vod mohutné loďstvo vedené Pedrem Álvaresem Cabralem, který měl přesvědčit zamorína ke spolupráci a přimět jej ke společnému postupu proti muslimským obchodníkům z Předního Východu. Ti tehdy ovládali velkou část obchodu v Indickém oceánu. V dusné atmosféře kalikatského přístavu však Portugalci navzdory hodnotnějším darům nabídnutým místnímu rádžovi neuspěli, při střetu s místním obyvatelstvem byla vyrabována jejich faktorie a Cabral nechal v odvetu po dva dny ostřelovat město z lodních děl. Od té doby se stal Kalikat na téměř 100 let nejzatvrzelejším portugalským oponentem v Arabském moři. Portugalci se proti němu opřeli o jeho dávné soupeře z Malabárského pobřeží – rádži přístavů Kóčin (portugalsky Cochim), Kananor (portugalsky Cananor) a Kóllam (portugalsky Coulão). Především Kóčín vystupoval v následujícím období jako nejvěrnější spojenec vzdáleného portugalského monarchy v celé Indii, ačkoliv jeho město portugalské síly nikdy neobsadily násilím.
Cabralova expedice přivezla roku 1501 do Lisabonu zprávu o tom, že žádný vládce z Malabarského pobřeží ani dalších částí západní Indie není křesťan. Proto se král Manuel I. rozhodl vystrojit těžce vyzbrojenou flotilu, jejíž velení svěřil osvědčenému Vaskovi da Gama s titulem „admirála Indického oceánu“. Jeho úkolem bylo zlikvidovat muslimskou převahu v asijských vodách a současně ztrestat zamorína za jeho neochotu podílet se na protimuslimském tažení. Do Indického oceánu se tak ze Středomoří přenášel staletý křesťansko-muslimský konflikt. Portugalci totiž nebyli schopni vstoupit do asijského tržního prostoru jako konkurenceschopný partner, ale toužili se zmocnit monopolu na obchod s orientálními produkty, a proto muselo ke střetu nevyhnutelně dojít.
První bitva se odehrála ještě před Gamovým druhým příjezdem do Arabského moře. Galicijský velitel naturalizovaný v Portugalsku João da Nova, po němž se nazývá ostrůvek Juan da Nova v Mosambickém průlivu, totiž musel roku 1502 čelit kalikatskému námořnímu útoku před Kananorem, který však díky použití řadové formace a artilerii útok odrazil. Vybojoval tak první bitvu moderního věku, neboť řadová formace se od té doby běžně uplatňovala v námořních konfliktech až do 2. světové války. Současně se zcela zřetelně ukázala evropská technologická převaha jak v konstrukci lodí, tak v dělostřelectvu, které muslimská plavidla většinou ani neunesla.

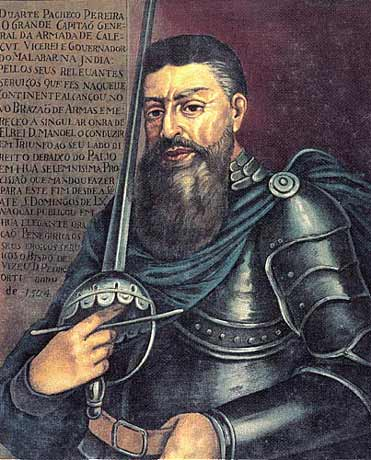
Portugalský Achilles Duarte Pacheco Pereira
(neznámý autor, 17. st.)

Vasco da Gama se pokoušel donutit zamorína prostřednictvím nátlaku k vypovězení veškerých blízkovýchodních muslimských obchodníků z města, na což on pochopitelně nemohl přistoupit, poněvadž jeho hlavní příjmy plynuly právě z moře a ze spolupráce s kupci muslimského vyznání. Gama proto nařídil ostřelovat Kalikat z děl a poté odplul do přátelského Kóčínu, kde vybudoval trvalou faktorii, jejíž existence zaručovala Portugalcům dostatečnou obchodní výměnu, zejména pak zisk malabarského pepře a zázvoru. S cílem zajistit si exkluzivní monopol na veškeré orientální zboží a zamezit aktivitám muslimských kupců na tzv. levantské trase vedoucí Rudým mořem do Alexandrie a Káhiry pak od roku 1502 v Arabském moři v okolí průlivu Bab-al-Mandab patrolovala válečná eskadra.
Portugalská snaha o zabezpečení pozic v Indii se zvyšovala, byť král Manuel I. upřednostňoval svoji vizi celosvětové křížové výpravy a tamější državy považoval za pouhé budování předpolí k finálnímu útoku na mamlúcký Egypt. Roku 1503 vystavěli bratranci Francisco, který příštího roku zahynul při návratu do vlasti v rozbouřených vodách Indického oceánu, a Afonso de Albuquerque v Kóčínu první portugalskou tvrz v Orientu, třebaže prozatím pouze z palmového dřeva. Když pak v průběhu roku 1504 neohrožený Duarte Pacheco Pereira v čtyřměsíčních bojích o říční brod Cambalam navzdory značné početní nevýhodě uhájil město před zuřivými zamorínovými útoky, mohl král Manuel I. nadále snít svůj sen.

## Formování Estado da Índia (1505–1515)

### Francisco de Almeida a bitva u Díu
Obrovská vzdálenost dělící Portugalsko od Indie a s tím související obtížná komunikace (plavba tam a zpět trvala dohromady asi jeden a půl roku) donutila portugalský dvůr k reorganizaci správy asijských držav. Zatímco dosud disponoval nejvyššími pravomocemi velitel flotily, která se právě nalézala u indických břehů, od roku 1505 měl portugalskou Korunu napříště reprezentovat indický guvernér. V případě, že pocházel z řad vyšší šlechty (tzv. grandi), měl nosit titul místokrále (vicekrále). Toto je skutečný vznik útvaru nazývaného Estado da Índia (Indický stát), jehož centrum se až do roku 1530 nalézalo v Kóčínu, této „perle Arabského moře“, byť sídlo guvernéra bylo záhy přemístěno do Goy.

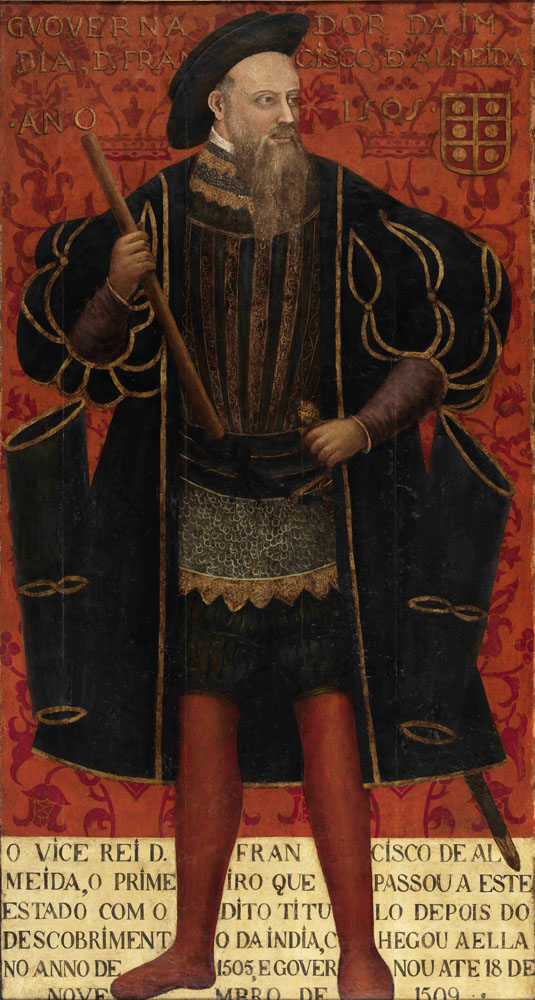
První indický místokrál Francisco de Almeida
(neznámý autor, 16. st.)

Prvním místokrálem byl panovníkem jmenován Francisco de Almeida (1505–1509), který své funkční období zahájil energicky. Nejprve donutil sultány svahilských měst Kilwa, Mombasa a Mosambik na stejnojmenném ostrově u východoafrického pobřeží uznat portugalského krále jako svého suveréna (1505–1507), což bylo nesmírně důležité z hlediska zajištění bezpečnosti námořní trasy spojující Lisabon s Indií (tzv. Carreira da Índia). Východoafrické břehy totiž nabízely zásoby čerstvé pitné vody a bezpečné přístavy. Poté se již musel začít zabývat narůstajícím nebezpečím ze strany egyptských Mamlúků, které hrozilo úplnou likvidací portugalského panství v Indickém oceánu.
Mamlúcký sultán Egypta al-Afšar Kánsúh al-Gaurí požadoval v roce 1504 na papeži Juliovi II. stažení portugalských sil z Asie, přičemž v případě odmítavého postoje hrozil likvidací křesťanských svatých míst v Palestině. Neustálé snižování příjmů z celních poplatků za průchod velbloudích karavan s orientálními artikly v důsledku portugalského obchodu po trase vedoucí okolo nejjižnějšího cípu Afriky jej nutilo jednat. Stejně tak musel zasáhnout i z toho důvodu, že portugalský vliv dosáhl v letech 1505–1507 už i na strategicky položené ostrovy Cejlon a Maledivy, které objevil místokrálův syn a zároveň vykonavatel všech jeho příkazů Lourenço de Almeida při svých výpravách proti nelegálně obchodujícím muslimským lodím, již se plavbou skrze spleť maledivských ostrůvků vyhýbaly Portugalci střeženému Malabarskému pobřeží. O společný postup s mamlúckým sultánem projevili zájem sultán z Kambáje v dnešním indickém státě Gudžarát a kalikatský zamorín, s jehož pomocí přitom původně počítal král Manuel I.
Mohutné multikontinentální loďstvo, budované s pomocí osmanských dodávek stavebního dříví a benátských stavitelů v Suezu, představovalo reprezentanta starého systému snažícího se čelit nastupující světové velmoci. O tom, jak zoufalá se tehdy jevila stávající situace těm, kteří doposud bohatli z rudomořského obchodu, dostatečně vypovídají benátské úvahy o prokopání suezského kanálu. Šíitský perský šáh Ismá‘íl I. se odmítl v nadcházejícím střetnutí mezi sunnitskými monarchiemi a Portugalci angažovat na straně Evropanů, v což král Manuel doufal, a ti tak byli nuceni s muslimskou přesilou bojovat osamoceně. V první námořní bitvě s kalikatskými plavidly před Kananorem v roce 1506 však díky včasnému varování boloňského cestovatele Ludovica di Varthema a v čele s Lourençem de Almeida uspěli a definitivně si tak zajistili převahu na Malabarském pobřeží.
Nicméně záhy se situace obrátila. Egyptsko-gudžarátská flotila roku 1508 překvapila portugalského vítěze od Kananoru v přístavu Chaul, kde Lourenço v těžkém boji přišel o život. Navzdory tomu je vzhledem k nepatrným portugalským ztrátám opodstatněné hodnotit výsledek bitvy jako nerozhodný. Místokrál Francisco de Almeida poté, co obdržel zprávu o smrti syna, odmítl složit úřad do rukou právě připluvšího Afonsa de Albuquerque, dokud se muslimům nepomstí. Prohlásil tehdy, že „ten, kdo snědl kuřátko, musí sníst také kohouta, nebo za něj zaplatit“. Vzpurného Albuquerquea před zahájením trestné expedice nechal uvěznit (1508) a poté 3. února 1509 rozprášil díky silnému dělostřelectvu koaliční loďstvo poblíž ostrova Díu v Gudžarátu.
Bitva u Díu, nejslavnější vítězství portugalských zbraní v Orientu vůbec, představovala výrazný zlom v procesu portugalského etablování v Indickém oceánu. Od té doby již nebylo třeba obávat se egyptské hrozby a cesta k další expanzi za Afonsa de Albuquerque byla otevřena. Sám mamlúcký Egypt, kterému johanitské námořní vítězství roku 1510 u Laiazza poblíž severního pobřeží Kypru zabránilo v realizaci další výpravy do Arabského moře, podlehl roku 1517 palnými zbraněmi vybavenému osmanskému vojsku a jeho tajný spojenec z Benátek musel zase čelit nepřátelské koalici ve formě ligy z Cambrais, která ohrožovala samotné srdce republiky. Tradiční obchodní trasa spojující asijské trhy s Předním Východem a vedoucí Rudým mořem byla takřka přerušena, byť ne zcela a jen asi na 50 let.
Portugalská dominance v indooceánské oblasti na západ od Malackého průlivu přetrvala prakticky v neztenčené míře až do přelomu druhého a třetího desetiletí 17. století. Bylo to umožněno rozhodností Francisca de Almeida, který kladl eminentní důraz na loďstvo, přestože nezanedbával ani výstavbu silných pevností (např. roku 1505 nechal přebudovat dřevěnou tvrz v Kóčínu na kamennou a v letech 1507–1508 nařídil výstavbu pevnosti v Kananoru). Jeho přesvědčení přiléhavě ilustruje jeho výrok určený králi Manuelovi I.: „Po celou dobu, kdy budete mocný na moři, bude Indie Vaše, ale ztratíte-li tuto svou moc, žádná pevnost na pobřeží Vám nepomůže“.

### Výboje Afonsa de Albuquerque

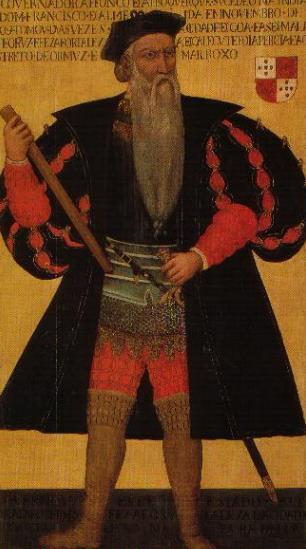
Afonso de Albuquerque, skutečný zakladatel Estado da Índia
(neznámý autor, 16. st.)

Opačný názor zastával Afonso de Albuquerque (1509–1515), který se ujal úřadu indického guvernéra po Almeidově abdikaci po bitvě u Díu roku 1509. Jako jeden z prvních admirálů v dějinách pochopil, že „žádná nadvláda založená jen na námořnictvu se nemůže udržet“, a přesně v intencích toho také jednal. Ještě před převzetím funkce guvernéra vypracoval společně s králem Manuelem I. a jeho rádci plán, který později na základě vlastní analýzy dále upravil. Podle něho se Portugalci měli zmocnit několika strategicky výhodně položených přístavů, z nichž by mohli snadno kontrolovat veškerou námořní plavbu v Indickém oceánu. Uvědomoval si totiž, že bez těchto opěrných bodů nebude nikdy možné účinně zablokovat obchodní tepnu procházející úžinou Bab el-Mandeb do Rudého moře.
Úhelnými kameny portugalské říše v Asii se měly stát dnes jemenský ostrov Sokotra, města Aden na jihozápadě Arabského poloostrova, Malakka (port. Malaca, dnes Melaka) na Malajském poloostrově a perský přístav Hormuz (portugalsky Ormuz) na ostrůvku Gerum v Hormuzském průlivu. Jestliže Afonso de Albuquerque roku 1507 spolu s Tristãem da Cunha, po kterém se jmenuje jím objevené souostroví Tristan da Cunha v jižním Atlantiku (1506), pevnost na Sokotře ve shodě s královskými nařízeními skutečně vystavěl, tak následně se navzdory nim rozhodl postupovat odlišně.
Ačkoliv měl ze Sokotry zamířit do Indie, místo toho nasměroval své plachetnice k Hormuzu. Během plavby „strašný“ Albuquerque vydrancoval arabská přístavní střediska Quarryat (port. Curiate), Maskat (port. Mascate) a Haur Fakkan (Chór Fakkán, port. Orfação) a koncem roku 1507 si podmanil zmiňovaný důležitý perský námořní a obchodní uzel, skrze něhož bylo orientální zboží transportováno přes Basru a Bagdád až do Aleppa, Damašku a Bejrútu. Již počátkem příštího roku jej však musel po dezerci většiny svých kapitánů, kteří z vlastního rozhodnutí odpluli do Indie, vyklidit a přelom roku 1508 a 1509 strávil v kóčínském vězení, kam jej uvrhl Francisco de Almeida.

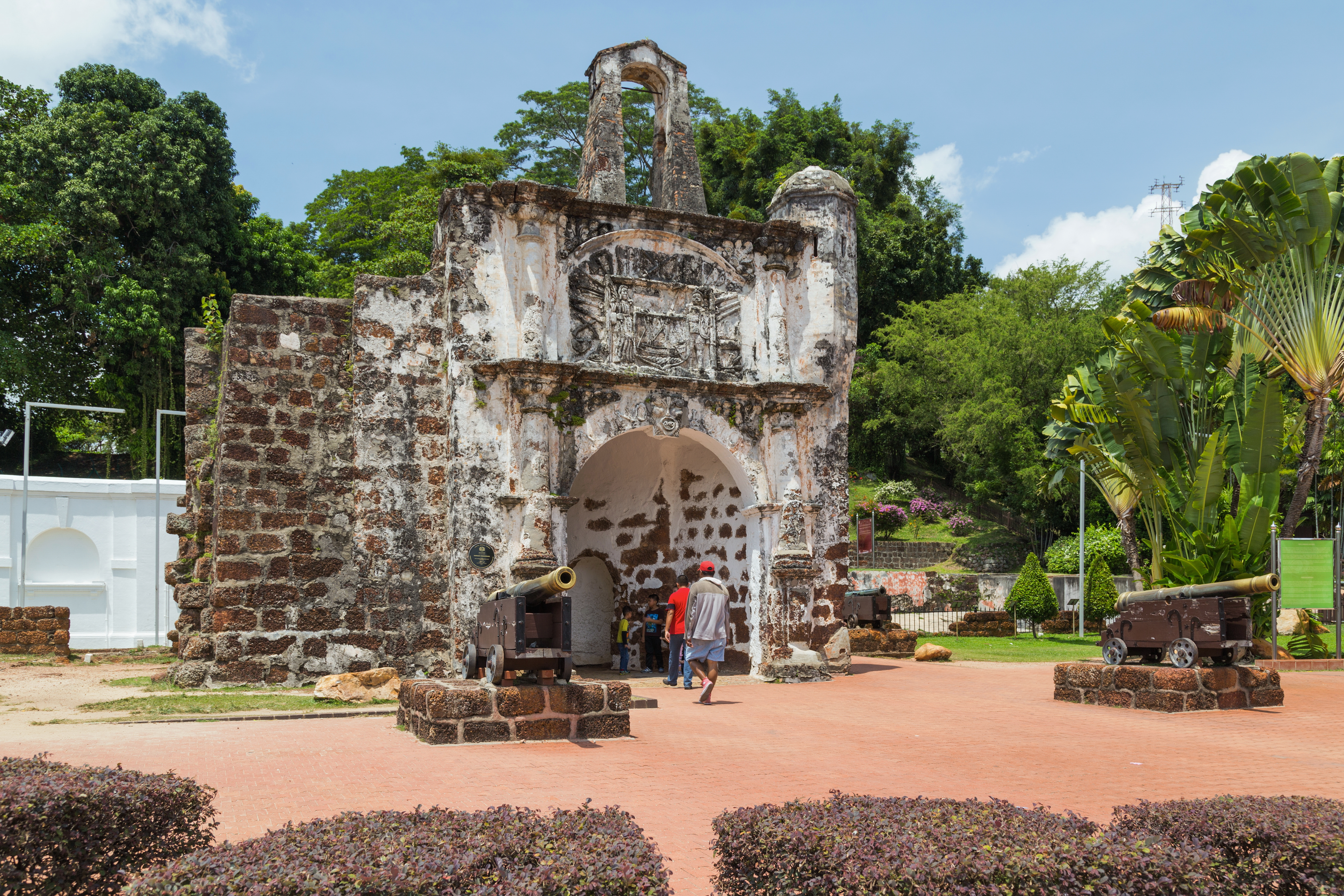
Ruiny první portugalské pevnosti v jihovýchodní Asii A Famosa, která stojí v Malakce

Když mu pak místokrál uvolnil místo (1509), prokázal Albuquerque pozoruhodné porozumění asijské realitě, stejně jako vynikající strategické myšlení. Po tragickém vyústění útoku na Kalikat z počátku roku 1510, který na příkaz krále Manuela I. vedl maršál Fernando Coutinho s cílem město vymazat z povrchu zemského, přišel indický guvernér se záměrem obsadit kónkanský přístav Goa spadající pod vládu sultána státu Bídžápur. Navzdory tradičnímu podání nepříliš obchodně významné město leží takřka přesně uprostřed západoindického pobřeží, což mu dodává vysokého významu právě z hlediska námořní plavby. Údajně Albuquerqueovi jeho dobytí navrhl spojenecký hindský korzár Timoja, ale nezdá se příliš pravděpodobné, že by to hrálo rozhodující roli.
Na den sv. Kateřiny 25. listopadu 1510 Afonso de Albuquerque na druhý pokus Gou opanoval a město záhy učinil svým sídlem. Postupem času se stalo téměř zosobněním portugalského panství v Orientu, byť bylo zřejmě obsazeno bez vědomí Koruny a tudíž vlastně nelegálně, takže ještě v roce 1542 se uvažovalo o jeho vyklizení. Po tomto triumfu zamířil Albuquerque dále na východ, kde zamýšlel podřídit portugalské vládě bohaté město Malakka, známé jako „Gibraltar Východu“, které fungovalo jako hlavní překladiště zboží mezi Persií, Indií, Molukami a Čínou. To se mu 24. srpna 1511 opět na druhý pokus podařilo a nad přístavem se již zanedlouho tyčila mohutná tvrz A Famosa (Slavná, Proslulá).

### Diplomatické aktivity Afonsa de Albuquerque
Malakka se stala nástupištěm k další portugalské penetraci na východ, stejně jako místem, odkud byly navázány kontakty s regionálními mocnostmi. António Miranda de Azevedo a Duarte Coelho vedli v roce 1511 diplomatické poselstvo do Siamu a smlouvy zejména obchodního charakteru byly uzavřeny i s vládci barmánských států Arakan a Pegu, stejně jako s javánskými a sumatránskými monarchiemi. Roku 1512 stanul Francisco Serrão na Molukách, bájných ostrovech koření, a v roce 1513 se Jorge Álvares na palubě čínské džunky objevil u ostrůvku Lin-ťin (Tamau) v ústí Perlové řeky nedaleko Kantonu (dnešní Ghangzhou). Roku 1522 se Cristóvão Mendonça zřejmě dotkl australských břehů.

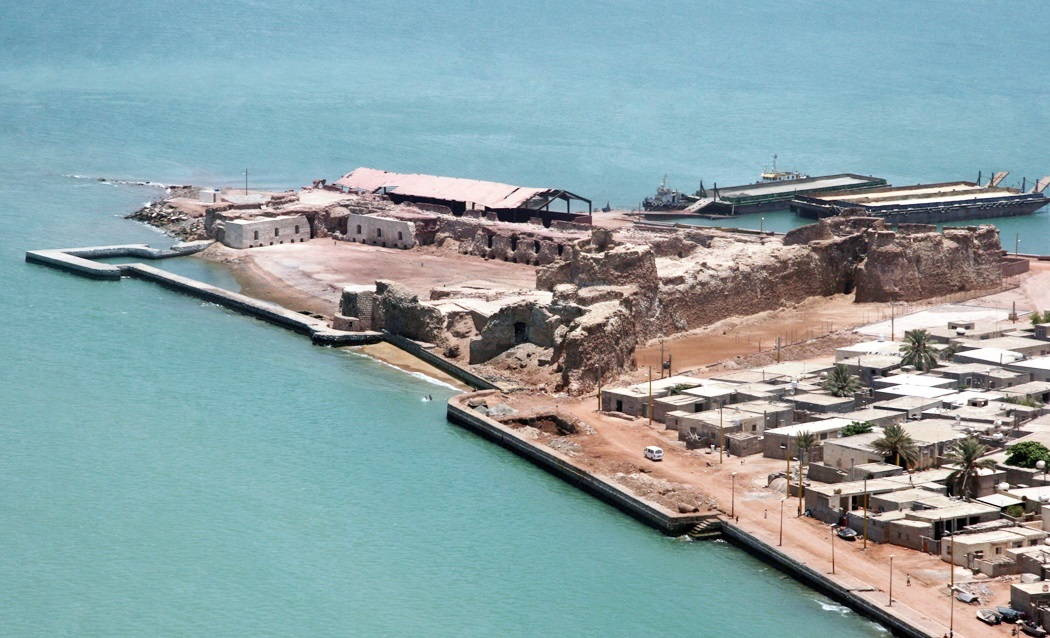
Zbytky portugalské pevnosti v íránském Hormuzu

Problém však přes vysokou aktivitu hlídkujících portugalských válečných eskader nadále představovala nedostatečná kontrola průlivu Bab el-Mandeb. Ostrov Sokotra byl pro značnou vzdálenost od úžiny jako základna obtížně využitelný, a proto byl roku 1511–1512 opuštěn. Afonso de Albuquerque se jej pokusil nahradit podrobením obchodního střediska Aden (1513), jehož dobytí mu uložil již před několika lety Manuel I., ale velký válečník se před jeho hradbami dočkal „jednoho z mála neúspěchů, jichž se musel dožít“. Ztroskotal i jeho plán rozšířit trvalý portugalský vliv do Rudého moře (1513), takže tento region zůstal trvalým bolavým místem portugalského impéria v Asii, kudy neustále odtékala alespoň malá část orientální produkce koření na egyptská tržiště.
Když se ani po sérii jednání nepodařilo přes společný zájem utvořit koalici s perským šáhem namířenou proti osmanským Turkům, zůstalo vedle uzavření přátelské dohody s kalikatským zamorínem (1513), jejíž platnost musela mít při vzájemných rozporech nutně pouze dočasný charakter, jediným úspěchem konce Albuquerqueova působení obsazení sultanátu Hormuz (1515), skutečného klíče k Perskému zálivu, ze kterého se stal portugalský protektorát. Jeho záborem Albuquerque dosáhl zisku tří ze čtyř opěrných bodů, jejichž držbu označil za nezbytnou pro přežití Portugalské Indie (Goa, Malakka, Hormuz a Aden). Jeho prohlášení, že ji uhájí jen se čtyřmi pevnostmi a 3000 muži, tak již na samém počátku její existence utrpěla trhlinu. Kromě toho 3000 vojáků se portugalskému guvernérovi podařilo shromáždit jen jednou v celé čtyřsetpadesátileté historii Estado da Índia.
Závěr Albuquerqueovy vlády se nesl v duchu závistivých kroků a dvorských intrik jeho nepřátel v Lisabonu, zejména Dioga Loba, barona z Alvita, které roku 1515 vedly ke guvernérově odvolání z funkce. Zlomený a vyčerpaný muž krátce nato zemřel před goánským přístavem. Svůj poslední dopis králi Manuelovi I. do Lisabonu zakončil větou: „Nezavděčil jsem se králi, protože jsem chtěl dobře vycházet s lidmi, ani lidem, protože jsem byl věrný králi“. S jeho smrtí odešla největší postava portugalské koloniální éry v Asii, zosobnění ctnostného a čestného guvernéra, skutečný Napoleon Indie.

## Éra vrcholného rozkvětu (1515–1580)

### Upevnění portugalské převahy a první problémy

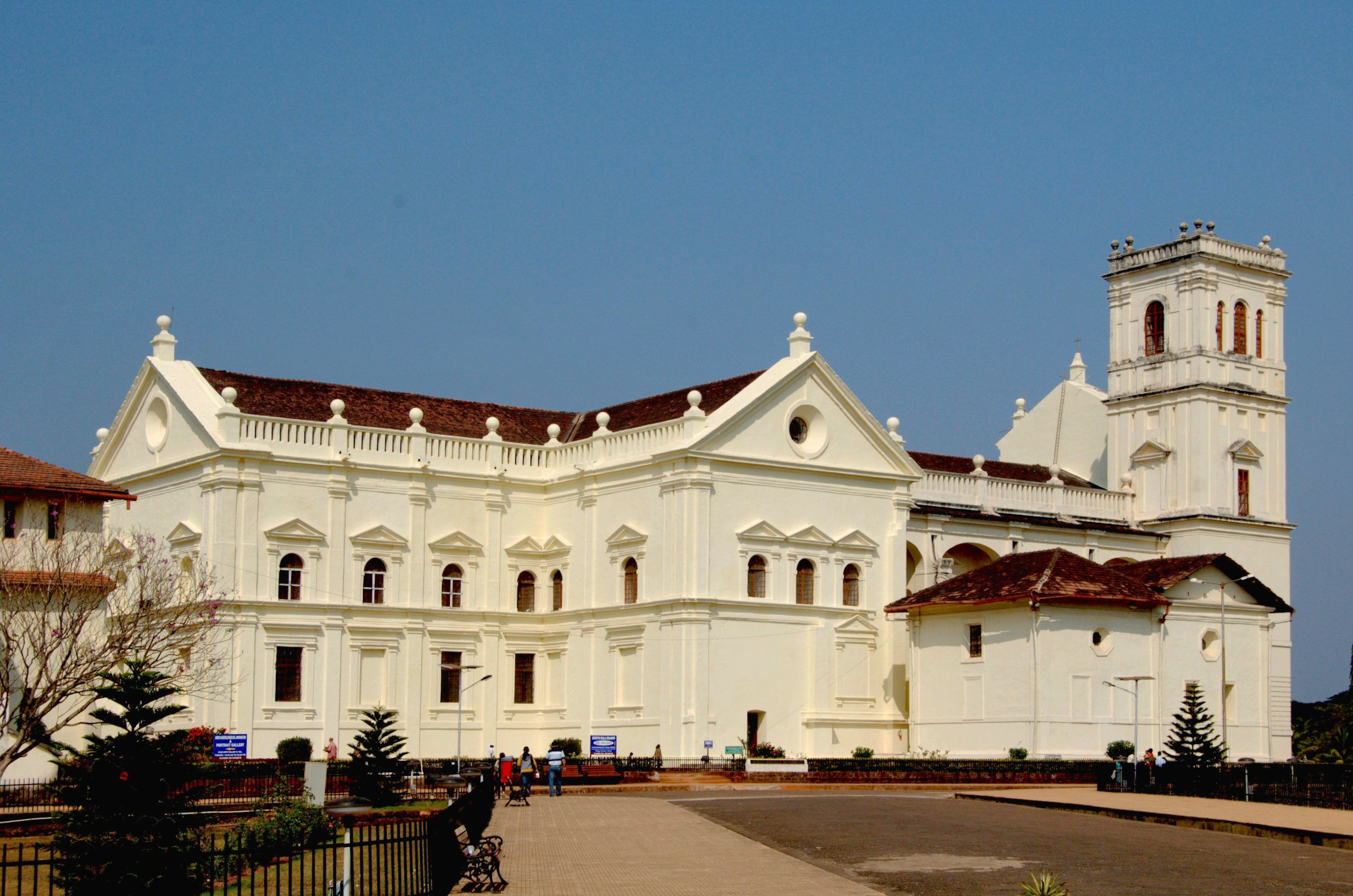
Renesanční katedrála sv. Kateřiny v Goi, jež byla postavena v letech 1562–1631
a je největší portugalskou stavbou v Orientu

Navzdory neslavnému konci guvernéra Afonsa de Albuquerque zůstala jím vytvořená struktura Portugalské Indie takřka neporušena až do 20. let 17. století. Portugalská moc byla naopak ještě rozšířena, a to jak v Přední Indii či ve východní Africe, tak na Dálném východě a na Cejlonu, který Albuquerque do značné míry opomíjel. Prosazování portugalského vlivu však nebylo snadné, a to hned z několika důvodů. Jednak se portugalský národ musel, stejně jako např. Švédové v době svého velmocenského postavení v 17. století, potýkat s velice nízkým počtem obyvatel (podle sčítání obyvatel v letech 1527–1532 mělo Portugalsko v první polovině 16. století jen zhruba 1 250 000 lidí) a jednak se králi nedostávalo dostatečného množství finančních prostředků, protože domácí řemeslná výroba v důsledku importu luxusního i spotřebního zboží za zisky z orientálního obchodu stagnovala a vydobyté postavení na světových mořích bylo také třeba udržet, což bylo nesmírně nákladné. Kromě toho Portugalci čelili celé řadě asijských soupeřů snažících se uchovat si své dosavadní pozice.

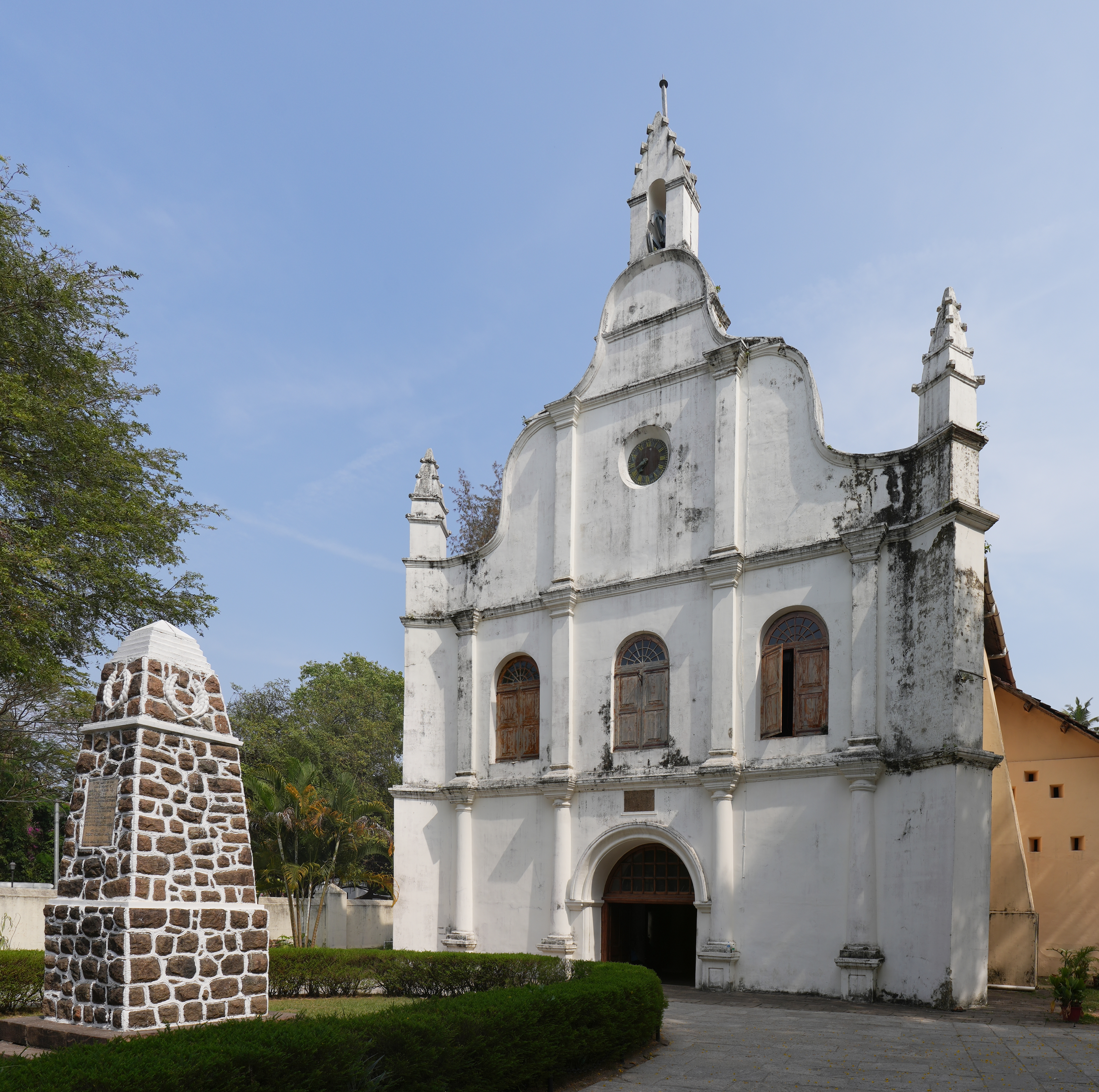
Kostel sv. Františka z Assisi v Kóčínu, kde byly až do roku 1538 uloženy ostatky Vaska da Gama

Podle římské poučky „Rozděl a panuj“ (Divide et impera) však dokázali umně využít rozporů panujících mezi domorodými vládci po celé Asii, což jim v konečném důsledku významně usnadnilo jejich postup. Na Malabarském pobřeží tak podpořili Kóčín proti Kalikatu, ve východní Africe se postavili za sultána Malindi proti jeho konkurentovi z Mombasy, na Cejlonu hájili zájmy království Kótté proti království Sítávaka, v moluckém archipelagu se spojili se sultánem ostrova Ternate soupeřícím s vládcem sousedního ostrova Tidore a v Indonésii těžili z rozporů mezi muslimskými monarchiemi Johore (Džohore, na Malajském poloostrově) a Aceh (Atjeh, na Jávě). V neposlední řadě usilovali o spojenectví s šíitskou Persií proti sunnitským osmanským Turkům. Kromě toho se Portugalci opírali o hinduistické (např. jihoindický Vidžajanagar), buddhistické nebo šintoistické státy, které se nezřídka nalézaly v nelehké situaci vůči expandujícímu islámu.
Jedněmi z mála, kteří se portugalské rozpínavosti i obchodnímu monopolu, rozšířenému od Albuquerqueovy éry z pouhé euroasijské výměny i na výnosnější vnitroasijský obchod a vyjádřenému systémem tzv. cartazů (jakési námořní průkazy či pasy opravňující soukromé kupce k působení v oblasti portugalské dominance), postavili na moři, byli především již zmiňovaní Mápillejové (Móplové). Dále se jednalo o obchodníky z Gudžarátu, kterým Portugalci zamezili v plavbách do Malakky, takže se přeorientovali na rudomořskou oblast, a o piráty ze západoindického pobřeží Kanará, které se rozkládá mezi Malabarským pobřežím na jihu a Kónkanským pobřežím na severu. Narušení dosud výsostné obchodní domény Mápillejů po portugalském etablování se v cejlonské Kolambě a v maledivském Malé (1518) vedlo mápillejské vůdce Mamaleho Marakkara z Kananoru a Pateho Marakkara z Kóčínu k odvetné akci, jejímž výsledkem byla likvidace portugalských opěrných bodů jak na Maledivách (1521), tak na Cejlonu (1524).
Ve stejné době se Portugalci potýkali s asijskou rezistencí i na Sumatře, kde byli nuceni opustit pevnost Pasai (1523), v Číně, která se jim roku 1522 prakticky až do zisku Macaa roku 1557 oficiálně uzavřela, v perském Hormuzu (1521–1522) i jinde. Problémy umocňoval rostoucí objem soukromého obchodu realizovaného tzv. casados (portugalští kolonisté, kteří se v Asii trvale usadili a oženili), který způsoboval snižování příjmů Koruny, rozmáhající se korupce a pokračující dezerce portugalských vojáků, kterým stát nebyl schopen zajistit pravidelný plat. V tomto kontextu není překvapivé, že král Jan III. opustil křižácké projekty svého otce Manuela I. K řešení krizové situace byl roku 1524 s titulem místokrále vyslán do Asie osvědčený Vasco da Gama, avšak smrt jej zastihla již v prosinci téhož roku v Kóčínu, kde bylo jeho tělo uloženo až do jeho slavnostního převozu do Lisabonu v roce 1538.

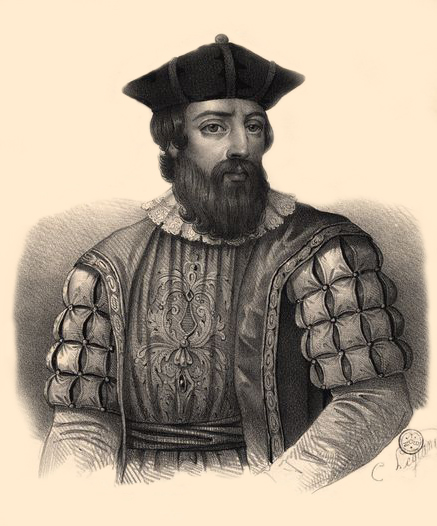
Indický guvernér Henrique de Meneses (Charles Legrand, 1843)

Na jeho místo nicméně nastoupil schopný guvernér Henrique de Meneses (1524–1526), který stabilizoval situaci a roku 1525 v čele největšího loďstva, jaké kdy Portugalci v Indii shromáždili (čítalo přes 120 plavidel), rozdrtil v námořní bitvě u Ponnani flotilu zamorína, jenž tehdy proti Portugalcům vystoupil poprvé od roku 1513. Následně nechal Meneses rozbořit kalikatskou pevnost vystavěnou na příkaz Albuquerquea, poněvadž její údržba se do budoucna jevila jako příliš nákladná. Ještě roku 1525 se pak jeho mužům podařilo zasadit těžkou ránu Mápillejům, když dopadli a popravili jejich vůdce Mamaleho Marakkara. Boj s jeho příbuznými a stoupenci však ještě zdaleka nebyl rozhodnut. Portugalskou výhodou byl ale fakt, že většina asijských států orientovala své zájmy do vnitrozemí, takže Mápillejové byli na moři odkázáni prakticky jen sami na sebe.

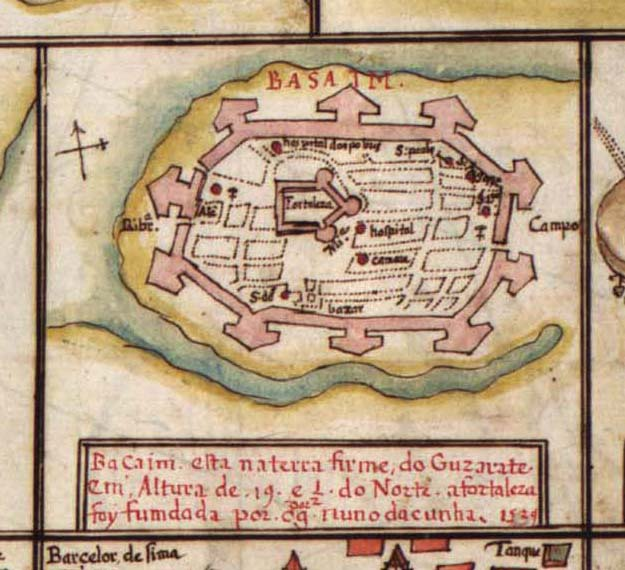
Bassein, dlouholeté centrum tzv. Severní provincie Portugalské Indie
(1630)

Za Nuna da Cunha (1529–1538), nejdéle vládnoucího indického guvernéra v celé čtyřsetpadesátileté historii Estado da Índia, se Portugalcům podařilo dostat pod kontrolu přístavy dosud nepoddajného sultanátu Kambája v Gudžarátu. Ten neustálými obchodními kontakty s rudomořským regionem představoval pro portugalské panství velkou hrozbu, zvláště když existovalo nebezpečí tureckého zásahu v jeho prospěch. Cunha se roku 1533 zmocnil přístavního střediska Bassein (port. Baçaim) a v roce 1534 si na kambájském sultánovi, tísněném Mughaly, vymohl odstoupení strategicky mimořádně významného ostrova Díu (od roku 1535 chráněného mohutnou pevností) a pobřežního pruhu od Damanu (fakticky podrobeno až roku 1559) po Bombaj, kteréžto území se stalo základem pro tzv. Severní provincii. Tzv. Jižní provincie zahrnovala zhruba oblast Malabarského pobřeží.

### Osmanská hrozba a boje s Mápilleji

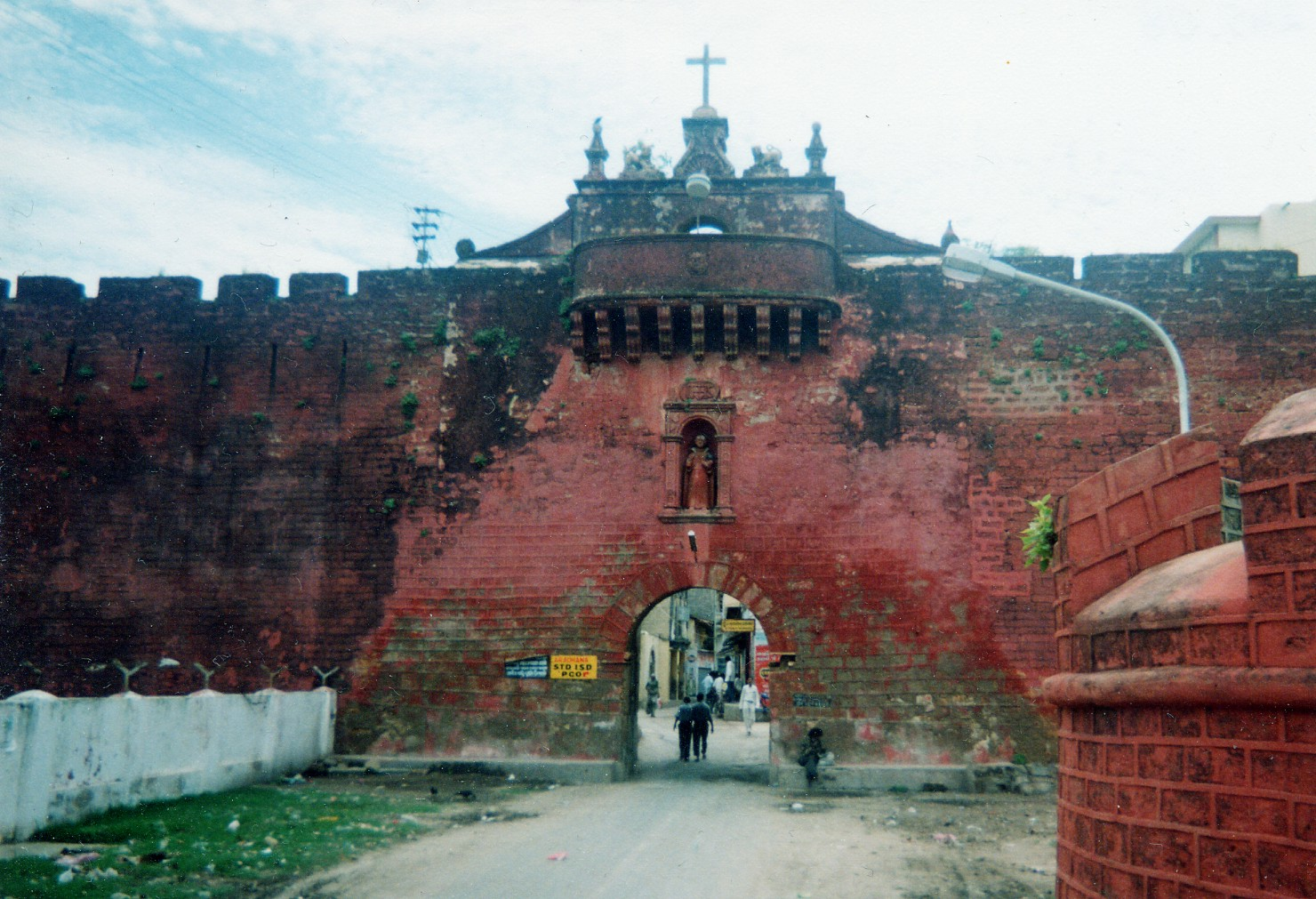
Portugalská pevnost v gudžarátském městě Díu

Osmanská říše se na výrazné omezení obchodní autonomie svého asijského partnera, jehož lodě byly po roce 1534 donuceny platit poplatky ve výši 5% v portugalské celnici v Díu, rozhodla energicky reagovat. Její flotila však byla v roce 1538 přes gudžarátskou spolupráci po heroickém odporu posádky citadely v Díu odražena a nucena opustit indooceánský prostor. Tam se vrátila až ve druhé polovině 16. století, kdy v letech 1585–1587 a 1588–1589 ohrožovala východoafrické pobřeží v okolí Mombasy. Ovládnutí muslimských svatých měst Mekky a Mediny a Iráku (1517–1534) ve válkách s Persií, stejně jako Adenu (1538, def. 1548) a Basry (1546), však Osmanské říši uchovalo přístup k Rudému moři i Perskému zálivu. To díky pokračující hospodářské spolupráci s gudžarátskými kupci a nově i se sumatránským sultanátem Ačeh (Atjeh), exportujícím zejména pepř, umožnilo od přelomu 30. a 40. let 16. století oživení staré levantské trasy s cílem v egyptských, syrských a libanonských přístavech (Alexandrie, Káhira, Damašek a Bejrút).
Koncem 30. let 16. století vyvrcholily střety mezi portugalskými silami a mápillejskými „piráty“ (nazýváni tak portugalskými úřady, protože odmítali akceptovat jimi vydávané námořní pasy zvané cartazes), které se odehrávaly především v Mannárském zálivu a v blízkosti Koromandelského pobřeží, tj. v jižní a jihovýchodní Indii blízko severních a západních břehů Cejlonu, jehož skořice a perly představovaly pro obě strany velké lákadlo. V roce 1538 podlehly mápillejské lodě portugalské eskadře v bitvě u Vedalai a roku 1539 utrpěly další porážku u Negomba, takže hvězda klanu Marakkarů na několik desetiletí vyhasla spolu s životy Kunjaliho a Pateho Marakkara, kteří byli zajati a zemřeli na popravišti.

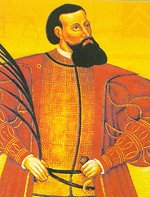
João de Castro, jeden z nejvýznamnějších guvernérů Portugalské Indie
(neznámý autor, 16. st.)

Jejich patronem byl od roku 1525, kdy znovu vypověděl nepřátelství Portugalcům, kalikatský zamorín. Rostoucí politické ambice Mápillejů však stály u zrodu prvních vzájemných neshod s hinduistickým panovníkem, který se tak neváhal v případě potřeby opřít o portugalské síly. Prvním projevem pozvolna se prohlubujícího antagonismu bylo odstoupení vynikajícího přístavu Chalé guvernérovi Nunovi da Cunha, který v něm nechal v letech 1531–1532 vystavět pevnost. Ta díky své skvělé poloze nedaleko Kalikatu záhy začala hrát roli „kosti v hrdle islámu“, podobně jako Rhodos ve Středomoří. Následná zamorínova urputná snaha získat Chalé zpět vedla k několika neúspěšným válkám s Portugalci, které byly ukončeny mírem teprve roku 1555.

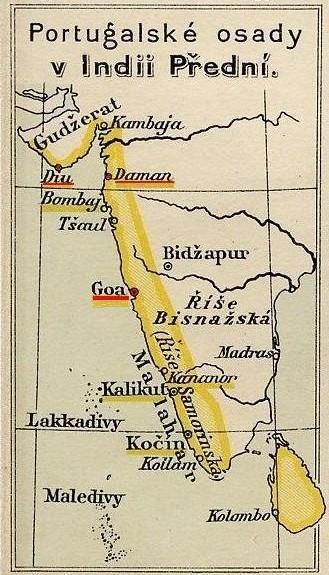
Portugalské državy na poloostrově Přední Indie v 16. století

Oslabit portugalskou moc se nepodařilo ani gudžarátskému vojsku, které roku 1546 s mápillejskou pomocí podruhé obléhalo Díu. Město bylo zachráněno guvernérem a od roku 1547 pak místokrálem Joãem de Castro (1545–1548). Ten se proslavil tím, že za finance získané od radních Goy na rekonstrukci poničené pevnosti v Díu ručil vlastními vousy, poněvadž již rozkládající se tělo jeho syna (padl v bojích o Díu) k tomu nebylo možné využít. Teprve koalice Osmanské říše, sumatránského sultanátu Aceh (Atjeh), muslimských dakšinských (dekkanských) sultanátů Ahmadnagar a Bídžápur, javánského sultanátu Japará a zamorína z Kalikatu (1568–1571), povzbuzená likvidační porážkou vidžajanagarské armády v bitvě u Tálikóty (1565) od zmiňovaných sultanátů z Dakšinské (Dekkanské) plošiny, dokázala portugalskému hegemonovi způsobit první územní ztráty v podobě tvrze v Chalé (1571), kterou obsadil zamorín. Podobná spolupráce však byla vzhledem k přílišné nesvornosti asijských partnerů málo vídaným jevem. Větším nezdarům, jako např. pádu v průběhu 16. století zejména vojsky Acehu mnohokrát obležené Malakky, zabránil jeden z posledních významných místokrálů Portugalské Indie Luís de Ataíde (1568–1571).
Navzdory těžkým porážkám v letech 1538–1539 se Mápillejům v průběhu 2. poloviny 16. století podařilo opět získat pevné pozice v Indickém oceánu, zejména na Malabarském pobřeží a znovu se začali vměšovat do vývoje na Cejlonu, kde podporovali portugalské soupeře, jmenovitě sinhálské království Sítávaka a tamilské království Jápané (Jaffna). V roce 1599 byl však jejich vliv v důsledku vojenské spolupráce portugalského guvernéra a kalikatského zamorína rozhodujícím způsobem oslaben. Byl tak dovršen totální obrat aliancí oproti počátku 16. století, díky kterému se Portugalcům konečně podařilo prosadit svoji převahu ve vodách při pobřeží jižní Indie a Cejlonu. Současně ale v té době již definitivně rezignovali na pokusy o blokádu Rudého moře (od 1569).

### Portugalské působení v Japonsku, na Cejlonu a na východoafrickém pobřeží

Portugalská loď v přístavu, japonská malba

Portugalská říše, založená na rozvíjení obchodu (obchodoval prakticky každý) a na často velmi úspěšné spolupráci Koruny a kříže, tedy evangelizaci, mezitím dosáhla gigantických rozměrů. Rozkládala se totiž od pobřeží Brazílie na západě až po Moluky na východě. V roce 1557 pronajal čínský císař Portugalcům za pomoc v boji s japonskými piráty přístav Macau a vzhledem k jeho zákazu přímého obchodu s Japonskem (od 1549–1550), kde se první portugalští námořníci objevili kolem roku 1542–1543, zprostředkovávaly obchodní výměnu mezi oběma dálněvýchodními státy portugalské karaky. Trasa mezi Macaem a Nagasaki, po níž se v letech 1549–1639 přepravovalo čínské hedvábí a zlato či japonské stříbro a měď, se stala pravidelným zdrojem příjmů pro soukromníky i Korunu, které byly jedny z nejvyšších v celé portugalské Asii. Po této trase se do Japonska dostaly i evropské palné zbraně, které do značné míry přispěly ke sjednocení země, neboť k nim měla přístup jen část japonské společnosti. To se v konečném důsledku obrátilo proti Portugalcům, kteří byli ostrovní říši nakonec nuceni opustit (1638–1639).

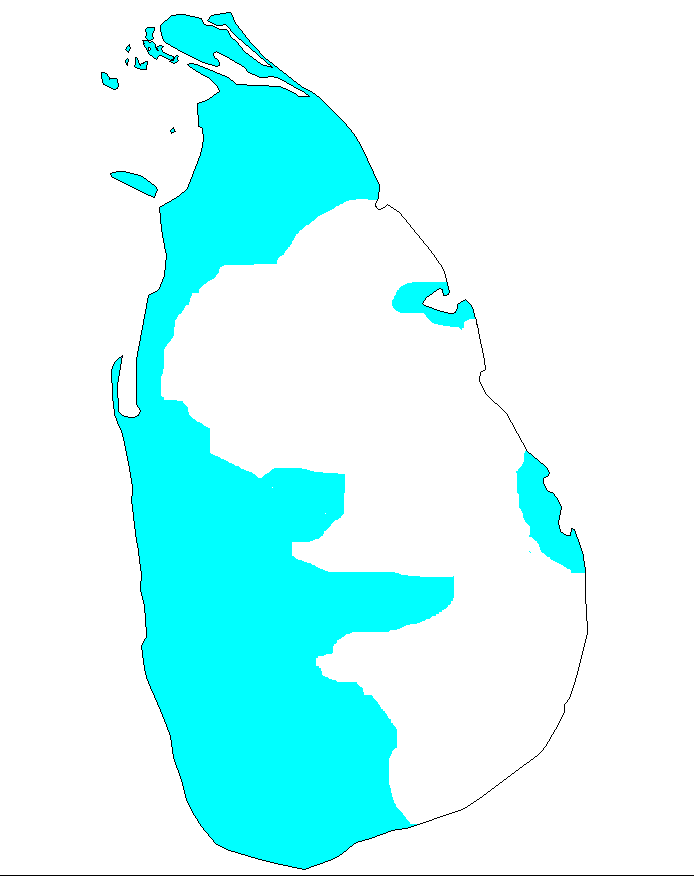
Maximální rozsah portugalského vlivu na Cejlonu

Portugalské impérium v Asii je s jistými výhradami možné připodobnit ke starověké thalasokracii, tedy nadvládě nad vodními plochami, zatímco územní expanze se úspěšně uskutečňovala jen na několika místech a ještě v omezené míře. Vedle okolí Goy, které bylo podmaněno v roce 1543 (tzv. Velhas Conquistas), a tzv. Severní provincie s centrem v Basseinu se jedná o Cejlon a východní Afriku v povodí řeky Zambezi. Růst portugalského vlivu na Cejlonu po obnovení pevnosti v Kolambě roku 1554 vedl až k absorpci tamějšího království Kótté (1580), po kterém se portugalský panovník prohlásil cejlonským králem (1597), likvidaci konkurenčních království – sinhálské Sítávaky (1594) a tamilského Jápané (Jaffna) (1619–1621), a faktickému ovládnutí rozlehlých oblastí na severu, západě a jihu ostrova. Pokus portugalské administrativy, která dokonce na přelomu 16. a 17. století uvažovala o přenesení centra Portugalské Indie z Goy právě na Cejlon, o úplné podřízení této „perly Indického oceánu“ podmaněním horského království Kandy však vzal za své v bitvě u Randeniwely nedaleko Vellavaye (1630).

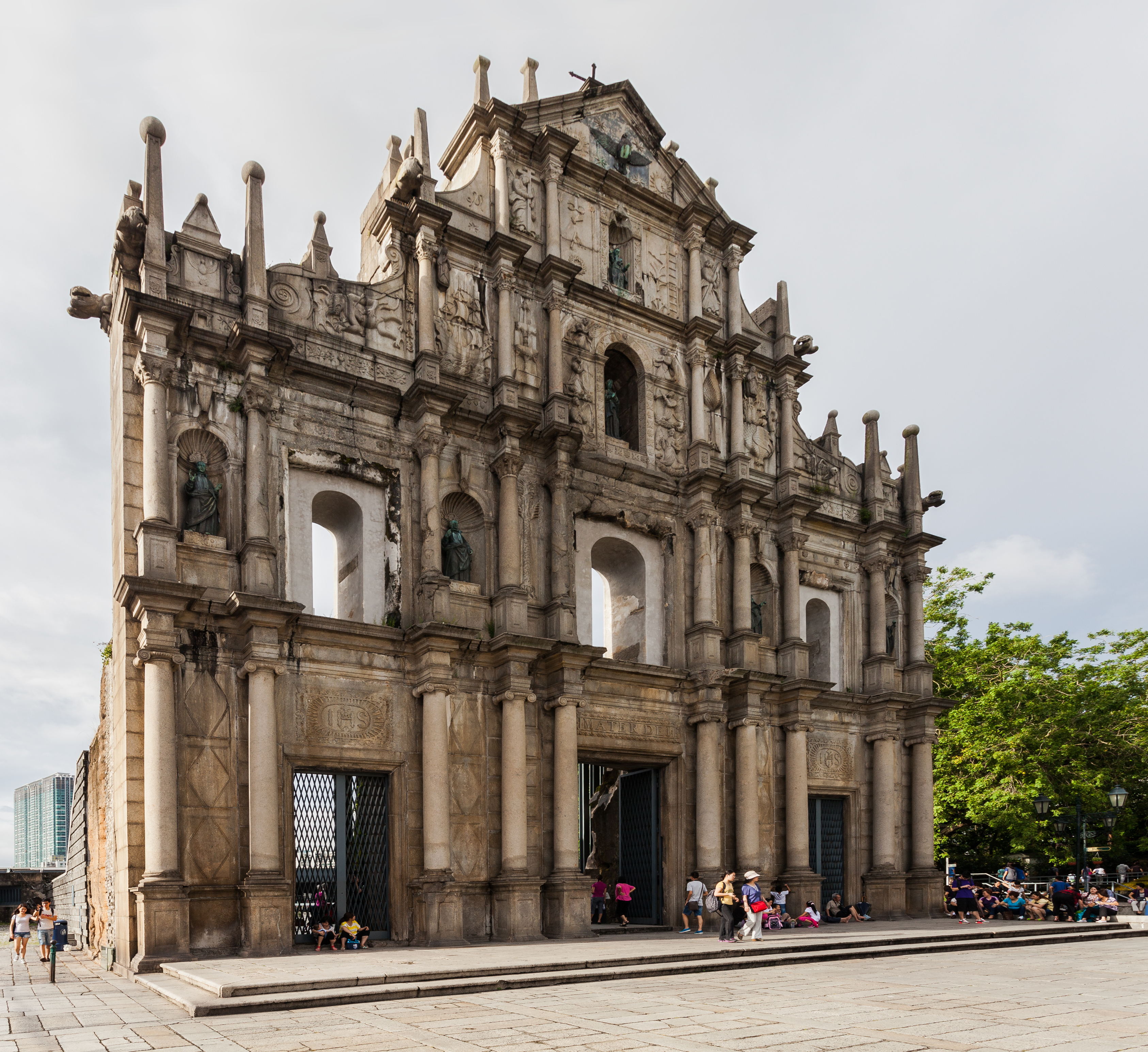
Ruiny chrámu Madre de Deus, jenž byl součástí jezuitské koleje sv. Pavla, tvoří dominantu Macaa

Pronikání do údolí řeky Zambezi bylo zahájeno ve 30. letech 16. století jako důsledek muslimy provedeného záměrného odklonu obchodní cesty z vnitrozemské říše Monomotapa (Mwene Mutapa), jež dosud ústila v Sofale, právě do povodí Zambezi, tedy tzv. Zambézie (dnes se jedná o jednu z mosambických provincií). Portugalskými středisky v regionu se staly pevnosti Sena (1531) a Tete (1535), ve kterých se soustřeďoval obchod se zlatem a slonovinou. Ten navzdory tomu, že černí otroci jako hlavní obchodní artikl převážili až v polovině 18. století a že toužebně očekávané stříbrné doly v Chicova (Chicoa) nebyly nikdy nalezeny, zajišťoval poměrně vysoké zisky. Proto se zejména po neúspěšných vojenských pokusech směřujících do nitra Mosambiku (1569–1576), které měly ovládnout tamější doly na zlato, podél Zambezi postupně utvořilo specifické poloautonomní a zemědělsky soběstačné odsídlení, tzv. prazos, které Koruna formálně uznala a podřídila své autoritě roku 1625. Následovalo udělení jednotlivých územních celků v léno na „tři životy“ (tj. tři generace, odtud prazo, port. lhůta) některému z místních kolonistů. Navzdory úsilí portugalské Koruny vázat převzetí údělu prazeirem na sňatek s bílou ženou bělošský element v regionu již během několika desítek let ustoupil nevyhnutelné afrikanizaci.
V souvislosti s marným úsilím o uzavření Rudého moře muslimskému obchodu tudy od přelomu 30. a 40. let 16. století procházel stále větší objem orientálního zboží, jako např. pepře ze Sumatry, hřebíčku z Moluk nebo muškátového ořechu ze souostroví Banda. Koncem 16. století přepravovali Portugalci po tzv. Carreira da Índia kolem mysu Dobré naděje do Evropy v důsledku aktivit plavidel z Acehu a Gudžarátu jen 1/10 celkového produkce koření z Moluk, pouhou 1/5 exportu pepře plynoucího po levantské trase a jenom 12–14% veškerého vypěstovaného hřebíčku. Roku 1575 byli Portugalci navíc po povstání tamějšího sultána nuceni opustit molucký ostrov Ternate. Tváří v tvář klesajícím příjmům z Orientu se již ve 40. letech 16. století uvažovalo o vyklizení většiny tamějších pozic, ale nakonec byla dána přednost marockému bojišti, kde tak Portugalci fakticky kapitulovali (1541–1550). Pravdou však je, že současná historiografie upozorňuje na fakt, že portugalská plavidla přepravovala až do 80. let 16. století až 75% veškerého koření dodávaného do Evropy a že rudomořské zásilky byly určeny převážně pro blízkovýchodní a severoafrické trhy. Jedinou výjimkou bylo období ekonomické krize portugalské říše z 50.–60. let 16. století. Nicméně od 70. let 16. století se zájem portugalského státu začal pozvolna přesouvat do atlantského prostoru, který díky brazilským plantážím cukrové třtiny zásoboval cukrem drtivou většinu Evropy. V roce 1570 se král vzdal přímé kontroly monopolu na obchod s asijským kořením (začal jej pronajímat soukromým kupcům a bankéřům) a chřadnoucí Portugalská Indie, kde nikdy nepůsobilo současně více než 10 000 bojeschopných mužů a 16 000 osob portugalské národnosti a euro-asijských míšenců vůbec, měla brzy čelit náporu evropských konkurentů.

## Úpadek portugalské moci (1580–1669)

### Příčiny portugalsko-nizozemské globální války

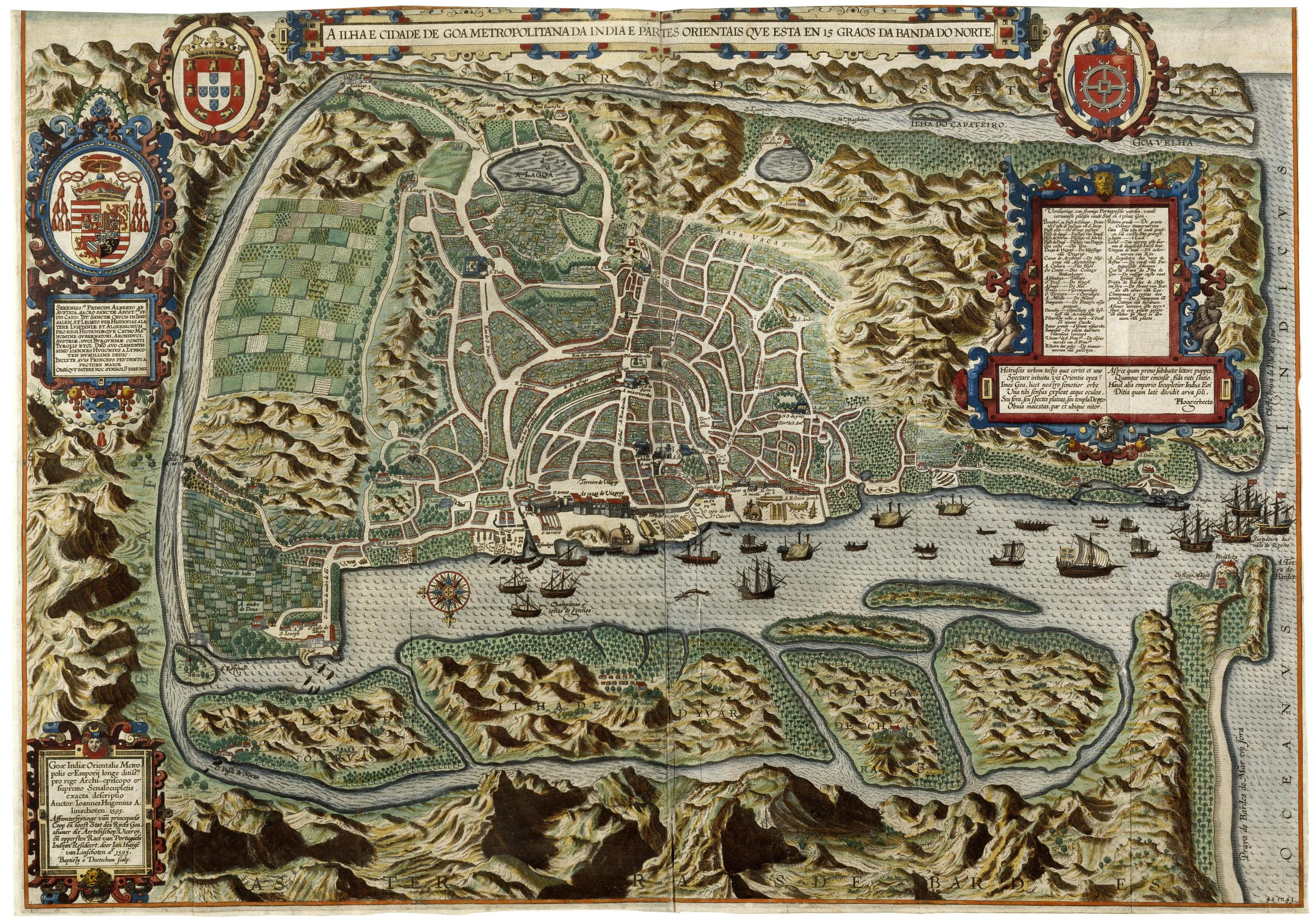
Portugalská Goa, mapa z roku 1596

Struktura portugalské říše v Asii byla, na rozdíl od španělského panství v Americe, v důsledku silného akcentu na obchod a opomíjení územní expanze značně křehká, což se zřetelně projevilo ve střetu s nizozemskými „heretiky“ v první polovině 17. století. Nejedná se však o jediný aspekt, který nizozemským zbraním v nadcházejícím nábožensko-obchodním konfliktu o prosazení monopolu na dovoz orientálního koření do Evropy a o zvýšení věhlasu portugalského katolického či naopak nizozemského kalvinistického Boha (1599–1669) nakonec dopomohl k vítězství na asijském jevišti. Nizozemci měli totiž nad portugalským soupeřem všestrannou převahu, jež byla vyjádřena zejména rozsáhlejším kapitálem, větším množstvím vojáků a vyšším počtem lodí většinou kvalitnější konstrukce (rychlé nizozemské fregaty a flauty proti těžkopádným portugalským karakám). Nizozemské loďstvo představovalo největší námořní sílu tehdejšího světa.

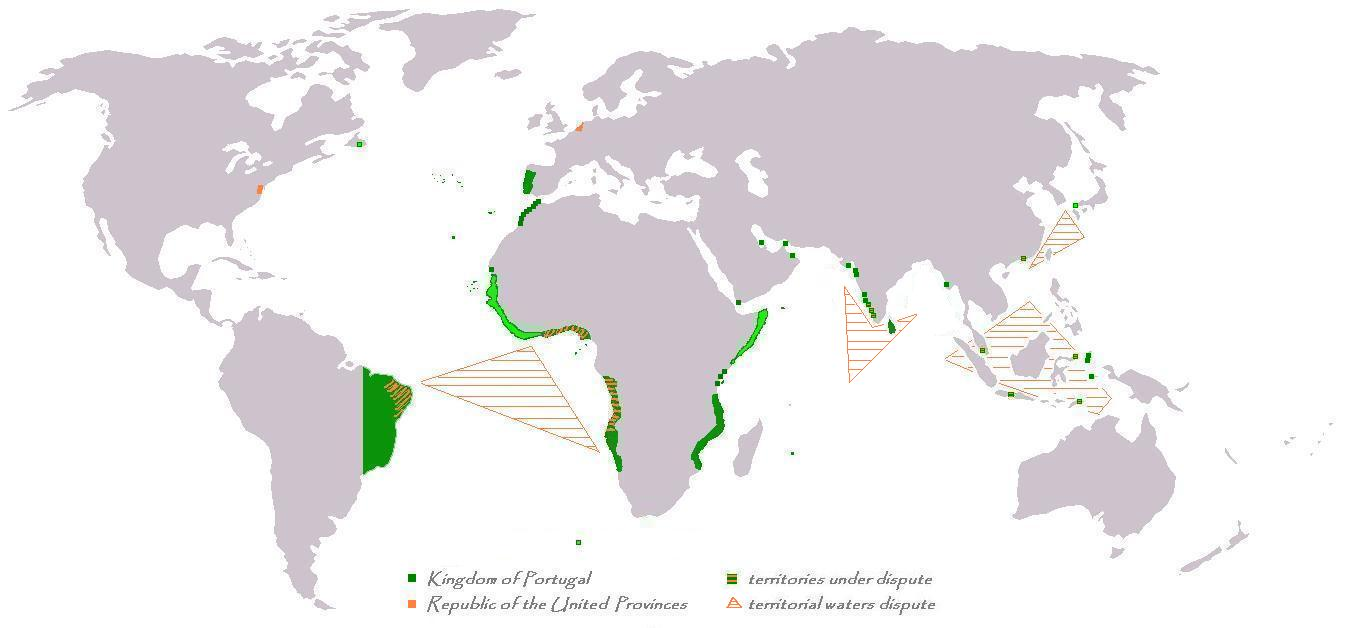
Mapa oblastí portugalsko-nizozemských válečných střetů, na níž je patrné, že probíhaly prakticky po celém světě

Důvody nelítostných bojů a nepřátelství mezi Portugalskem a Spojenými provinciemi nizozemskými, které až dosud udržovaly nadmíru přátelské vztahy podpořené intenzivními obchodními kontakty (zakázány roku 1605), je třeba hledat především v krizi portugalského impéria rozprostírajícího se v indooceánské oblasti, jež je zasáhla koncem 16. století a jež je naznačena výše. Ať již to skutečně byla revitalizovaná rudomořská obchodní trasa, jež připravila Portugalce o vedoucí postavení v exportu orientálního koření na evropské trhy, nebo se jednalo jen o krátkodobou krizi z 90. let 16. století vyvolanou nedostatkem plavidel do značné míry zničených při útoku Armady na Anglii v roce 1588, a pronájmem královského monopolu na obchod s pepřem a povinností spojených s vystrojováním lodí dvěma odlišným soukromým konsorciím, Portugalci v poslední dekádě 16. století zkrátka nebyli schopni dopravit do Evropy dostatek pepře. Poptávka po žádaném zboží ze strany jeho nizozemských přepravců k evropským spotřebitelům skrze brabantské Antverpy ležící na Šeldě se však nesnižovala. Jediným řešením nastalé situace pro Nizozemce tak bylo vydat se do Asie na vlastní nebezpečí a náklady. Jistou roli nepochybně sehrála i opakovaně vydávaná královská nařízení zakazující nizozemským a anglickým lodím vplouvat do portugalských a španělských přístavů (1585, 1594 a 1598), byť pravděpodobně neměla příliš velký účinek. V neposlední řadě mělo svůj význam spojení Portugalska v personální unii se Španělskem, tehdejším „dědičným“ či „přirozeným“ nepřítelem nizozemských rebelů vedoucích od roku 1568 se Španěly válku za nezávislost, pod žezlem habsburského monarchy Filipa II. (1580). Nelze také pominout názor, podle kterého byl nizozemský průnik na orientální trhy jen otázkou času, a to vzhledem k překotnému hospodářskému rozvoji Nizozemské republiky, jejíž kupci již v předcházejícím období navázali kontakty s Baltem a Středomořím ve snaze získat přístup k novým odbytištím.
Proti sobě stály dva zcela odlišné světy. Na jedné straně nalézáme feudální Portugalsko se silnou královskou mocí považující se za baštu katolicismu a na druhé straně vidíme raně kapitalistické, politicky decentralizované a nábožensky tolerantní Spojené provincie nizozemské řízené vrstvou měšťanů a obchodníků. Přestože v počtu obyvatel se oba státy nijak výrazně nelišily (v obou zemích žilo okolo jednoho a půl miliónu lidí), hospodářská základna byla naprosto odlišná. Zatímco v Nizozemí se rozvíjela manufakturní výroba (zejména textilní) a republika bohatla z lovu sleďů v severním Atlantiku a z obchodu s Baltem a Středomořím, v Portugalsku se rozvíjelo pouze lodní stavitelství a výroba sucharů tvořících jednu z hlavních složek stravy námořníků. Takřka veškeré spotřební zboží, stejně jako všechny základní potraviny (např. obilí), však bylo nutné dovážet ze zahraničí. Věrným odrazem bohatství země bývá podíl obyvatelstva žijícího ve městech. Jestliže v Nizozemí představovali měšťané asi 1/3 celkové populace, v Portugalsku to bylo pouhých 15 %. Navzdory tomu, že řada nizozemských regionů byla na přelomu 16. a 17. století ještě pokryta močály, je možné portugalsko-nizozemský konflikt označit za válku mezi chudým a bohatým.

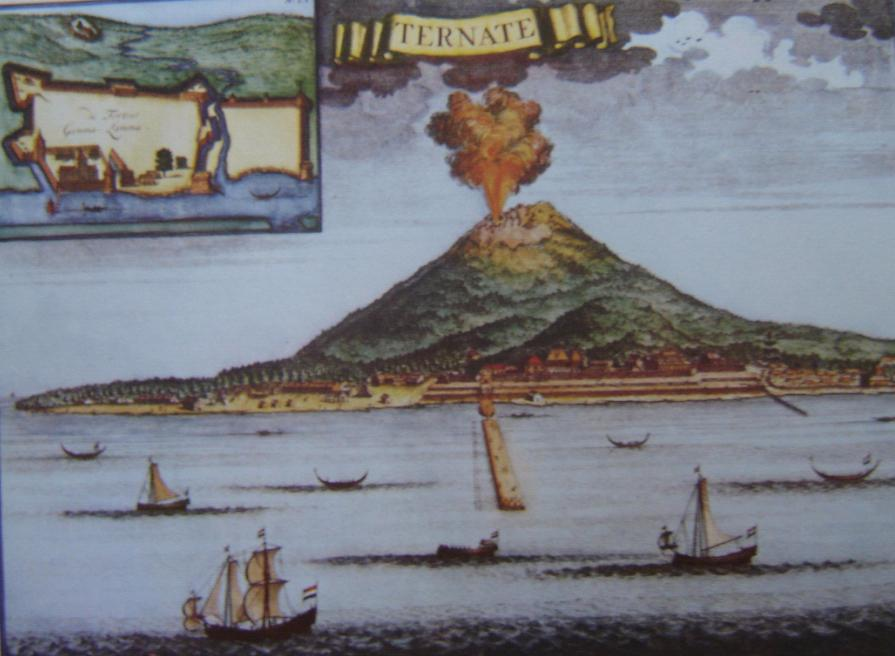
Původně portugalská pevnost sv. Jana Křtitele na ostrově Ternate, nejdůležitější portugalské základně v moluckém archipelagu
(neznámý nizozemský umělec, 1720)

Jestliže Nizozemci nepochybně představovali rozhodující faktor při zhroucení portugalského hegemoniálního postavení v Asii v průběhu 1. poloviny 17. století, rozhodně je nesprávné tvrdit, že jejich vítězství bylo nevyhnutelné. Jejich působení lze spíše přirovnat k účinkům katalyzátoru. Vedle nich se totiž na protiportugalském boji podílelo několik dalších evropských národů a také celá řada asijských státních útvarů, jejichž představitelé se snažili využít příznivé situace k oslabení jedněch evropských vetřelců podporou vyjádřenou jejich soupeřům. Neuvědomili si však, že Nizozemci touží zaujmout portugalské místo a zamýšlejí přitom vůči domorodým vladařům postupovat s mnohem větší razancí a rozhodností než jejich předchůdci. Když tato situace nastala, bylo příznačné, že za nejoblíbenější Evropany v Asii byli samotnými domorodci pokládáni Portugalci.
Kromě dominantních nizozemských loďstev se v Indickém oceánu pohybovaly i anglické, francouzské a dánské flotily. Z asijských říší sehrály významnější úlohu sáfíjovská Persie, tzv. susuhunan (titul vládce) z javánského Mataramu, sultanát Gowa na ostrově Celebes (Sulawesi) s centrem v přístavním městě Makasar, tzv. nájakové z jihoindických měst Taňčávúr a Madurai (vojenští místodržící hinduistického státu Vidžajanagar, kterému byli až do jeho katastrofální porážky roku 1565 u Tálikóty poplatní) a cejlonské království Kandy. Pouze ve svých sférách vlivu, poněvadž se tehdy začínaly na dlouhá staletí takřka úplně izolovat od vnějšího světa, vystupovaly jako regionální mocnosti pochopitelně také „Říše středu“ (tj. Čína) a císařské Japonsko ovládané šóguny (vojenští vládci).
Střetnutí mezi portugalskými a nizozemskými silami lze označit za vpravdě první světovou válku v dějinách, protože se odehrávala na třech kontinentech (Amerika, Afrika a Asie) a na hladině všech významných světových moří. Pokud budeme uvažovat v rovině ibersko-nizozemského soupeření, tzn. když portugalsko-nizozemské střetnutí rozšíříme o španělský element (v letech 1580–1640 totiž existovala tzv. Iberská unie), bojiště války nalezneme i v evropských Flandrech. V rámci iberského impéria, nad kterým slunce skutečně nikdy nezapadalo, směřovaly nizozemské útoky především proti portugalským pozicím, protože španělské kolonie v Americe i v Asii (Filipíny) disponovaly silným zázemím ve vnitrozemí. Španělské „stříbrné flotily“ navíc opouštěly Karibské moře zásadně v konvojích. Portugalská říše byla naopak z větší části tvořena jen sítí pobřežních pevností a faktorií a portugalské plachetnice se plavily osamoceně nebo pouze v malých skupinkách.

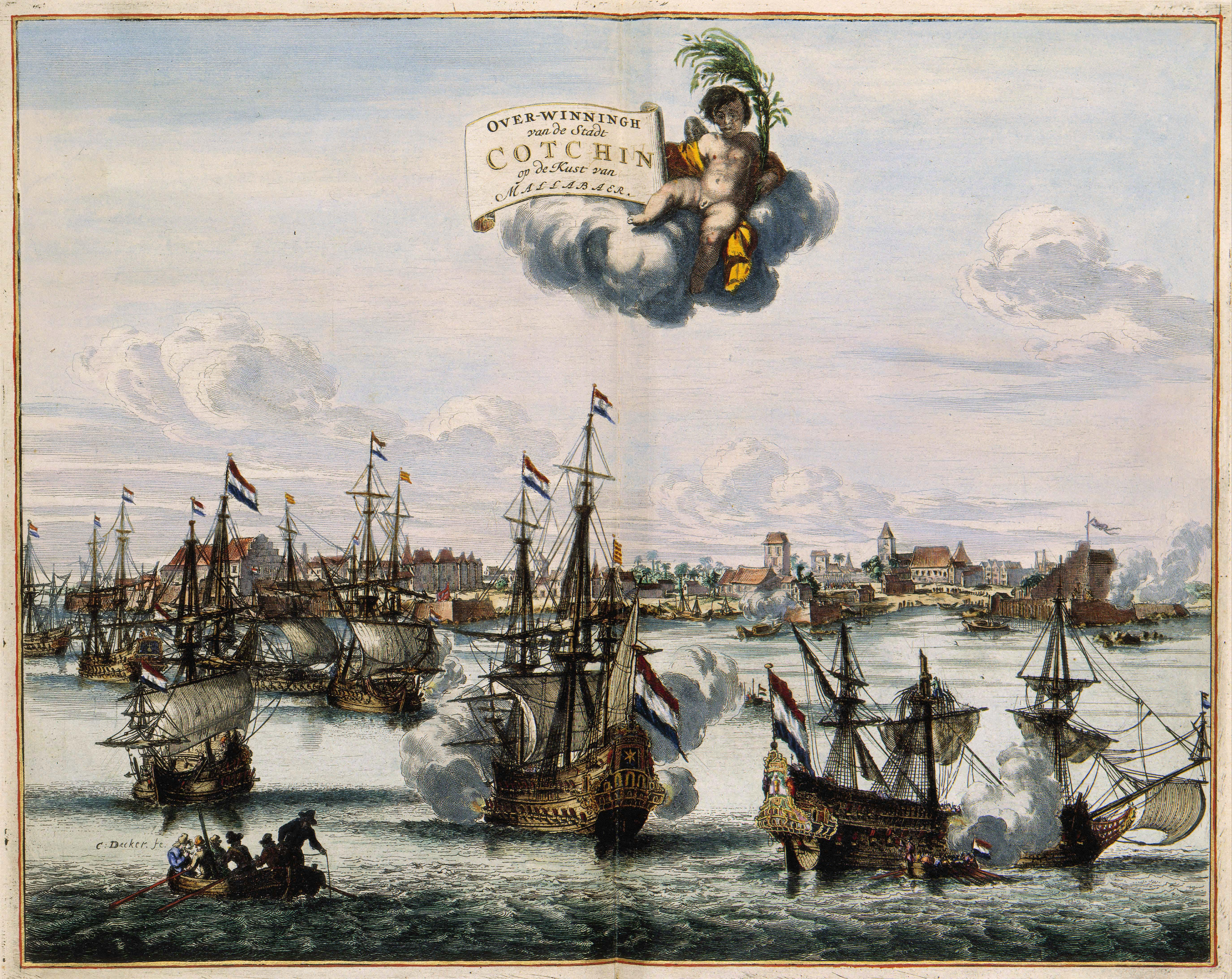
Nizozemská flotila se roku 1663 zmocnila přístavu Kóčín na Malabarském pobřeží
(Coenraet Decker, Atlas van der Hagen, 1682)

### Soupeření v Indickém oceánu
Ačkoliv první portugalsko-nizozemský válečný střet se odehrál roku 1599 na ostrově sv. Tomáše v Guinejském zálivu, tak hlavní zájem obchodníků ze Spojených provincií nizozemských směřoval k bohatství Asie, kam se v letech 1595–1597 uskutečnila první nizozemská výprava vůbec vedená Cornelisem Houtmanem a Gerritem van Beuningen. Do roku 1601 vyplulo do vod Indického oceánu na 65 nizozemských lodí, které nad portugalskými konkurenty rychle získaly obchodní převahu. Po založení Sjednocené či Spojené východoindické společnosti (VOC) v roce 1602, největší obchodní a lodní společnosti na světě do roku 1800 a díky značným privilegiím od nizozemských Generálních stavů vlastně státu ve státě, její ředitelé (tzv. Pánové sedmnáctky, niz. Heren XVII) rozhodli o prosazování také mocenské hegemonie v asijských vodách, s čímž se původně nepočítalo.
První válečná flotila VOC v čele se Stevenem van der Hagen obsadila v letech 1604–1605 ostrovy Ambon a Tidore v moluckém archipelagu a jeho krajané krátce nato (1607) uzavřeli spojeneckou dohodu se sultánem ostrova Ternate. Tím se do jejich rukou dostal rozhodující objem obchodu s drahocenným hřebíčkem. Tento úspěch v jihovýchodní Asii byl však relativizován španělským záborem Tidore a zčásti i Ternate (1606), kde vojáci Katolického Veličenstva sváděli boje s kalvinistickými „kacíři“ až do počátku 60. let 17. století (1662–1663). To spolu s faktem, že Nizozemci se kromě Moluk úspěšně uchytili již pouze na Koromandelském pobřeží (1605–1612), kde byl portugalský vliv (stejně jako na ostrovech koření) minimální, signalizuje neúspěch jejich násilného impaktu do asijského prostoru v období do roku 1609, tedy do uzavření antverpského příměří s iberskou unií. Nejlépe to ukazuje srovnání množství korábů plavících se mezi Lisabonem a Indií, jejichž počet oproti poslednímu desetiletí 16. století stoupl v období 1601–1610 ze 43 na 71 ve směru do Asie a z 22 na 28 ve směru do Evropy.
Na základě dvanáctiletého příměří, uzavřeného roku 1609 v Antverpách, byl lodím plujícím pod vlajkou VOC povolen svobodný obchod v Indickém oceánu. Nejenže tak byl porušen portugalský monopol na „conquistu (dobývání), mořeplavbu a obchod“ s regiony na východ od mysu Dobré naděje, ale spokojeni nebyli ani Nizozemci, jejichž příjmy v důsledku ukončení vzájemných bojů a tedy i možnosti přepadávat portugalská plavidla znatelně poklesly. Ještě předtím, než bylo nepřátelství opět obnoveno (1621), se nizozemský generální guvernér Jan Pieterszoon Coen (1619–1623) rozhodl získat pro VOC významnou strategickou základnu v indooceánské oblasti, která by se stala jejím asijským centrem. Vzhledem k předcházejícím neúspěšným napadením portugalských uzlových bodů v Malakce (1606–1607) a na ostrově Mosambiku (1607–1608) zabral raději západojavánský přístav Yayakarta (dnešní Jakarta) patřící vládci muslimského státu Bantam (Banten) (1618–1619).
Dalším Coenovým cílem bylo proniknutí na čínský a japonský trh. Výsadní právo na obchod s Čínou Portugalci díky značnému vlivu jezuitských misionářů na císaře v Pekingu a odražení nizozemského útoku na Macau v roce 1622 dokázali uhájit. Macau tak až do britského obsazení Hongkongu v souladu se smlouvou z Nankingu (1842) ukončující první opiovou válku zůstalo jedinou evropskou državou na čínském území. Naopak v „Zemi vycházejícího slunce“ nizozemští kupci a diplomaté zaznamenali úspěch. Podařilo se jim přesvědčit šóguna z rodu Tokugawa, že portugalská přítomnost představuje značné riziko pro stabilitu země, poněvadž v jejím důsledku se v Japonsku zvyšuje vliv křesťanství, jehož stoupenci je mohli využít jako záminku k sociálním nepokojům. Po tzv. šimabarské revoltě (1637–1638) na ostrově Kjúšú, kdy povstali převážně křesťanští rolníci proti vysokým daním, se nebezpečí hrozící ze strany křesťanů ukázalo jako opodstatněné a Portugalci byli roku 1638 vypovězeni ze země (tzv. edikt sakoku). Nizozemci si tak až do roku 1859 zajistili monopolní přístup k japonskému zboží (např. stříbru), byť byli od roku 1641 nuceni pobývat pouze na ostrově Dedžima (Dešima) před Nagasaki.

Portugalské a nizozemské državy v Asii kolem roku 1665

### Konec portugalské hegemonie v Asii
Likvidace portugalské moci v Indickém oceánu ve 30. a 40. letech 17. století je spojena s nizozemským generálním guvernérem Antoniem van Diemen (1636–1645), jehož jasným záměrem bylo prosadit tam nizozemskou mocenskou dominanci. Jestliže první závažná ztráta, která zasáhla portugalské impérium v Asii, tj. pád Hormuzu (1622), ještě nebyla výsledkem jeho aktivit, nýbrž persko-anglické aliance, tak následující události již byly způsobeny jeho ofenzívou. Roku 1638 Nizozemci zahájili ve spojenectví s kandyjským králem Rádžasinhou II. soustředěný útok na portugalské pozice na Cejlonu, počátkem roku 1641 dobyli s pomocí sil malajského sultanátu Johore (Džohore) Malakku a mezi lety 1638–1644 vystavili portugalskou centrálu v Goi každoroční blokádě, jež jí ztěžovala námořní spojení s Lisabonem. Už v letech 1629–1635 ztratili Portugalci celých 755 lodí a 1499 mužů a obě čísla za van Diemenova působení v úřadě generálního guvernéra dále narůstala.
Vyhlášení portugalské nezávislosti na španělském sousedovi roku 1640 po 60 letech zpočátku vzájemně výhodné, ale nakonec pro Lisabon kontraproduktivní personální unie, umožnilo podpis desetiletého příměří se Spojenými provinciemi nizozemskými v Haagu (1641), které však v Asii vstoupilo v platnost teprve roku 1644. Poté, co v roce 1652 vypršelo, byla zahájena poslední fáze globálního zápasu mezi dvěma námořními mocnostmi na asijské scéně. Vzhledem k tomu, že obě strany bezvýhradně trvaly na respektování svých zájmů v Orientu a odmítaly jakékoliv diplomatické řešení dlouhodobějšího charakteru na základě statu quo, ukázalo se vojenské řešení konfliktu jako nevyhnutelné. Nizozemský generální guvernér Johan Maetsuycker (1653–1678) s vojenským velitelem Rijkloffem van Goens jej po obsazení přístavů Kolamba (1656) a Jápané (Jaffna) (1658) na Cejlonu, Nágapattanam na Koromandelském pobřeží (1658) a Kóčínu s Kananorem na Malabarském pobřeží (1663) definitivně uzavřeli ve prospěch VOC. Konečná mírová smlouva byla podepsána v letech 1668–1669 v Haagu a v Lisabonu.
Jestliže v Asii Nizozemci slavili díky své ekonomické, technologické i vojenské převaze nakonec úspěch, tak v jižním Atlantiku, tj. v Brazílii a v západní Africe na jih od rovníku (tedy v Angole a na ostrově sv. Tomáše) triumfovaly větší portugalská přizpůsobivost tropickému podnebí, schopnější velitelé na portugalské straně a především masová podpora veškerého obyvatelstva napříč rasami (vznikla tak skutečná „barevná armáda“). Míšenecká politika, prováděná vzhledem k nedostatku bílých žen v zámoří z nutnosti, tak přinesla své ovoce, což se projevilo i v efektivním záboru vnitrozemských oblastí, neboť míšenci je považovali za svůj domov. V Asii nehráli euro-asijští míšenci takovou roli, protože jejich počet byl poměrně nízký. Přesto Antonio van Diemen vyzdvihl jejich význam pro portugalskou říši, když informoval své nadřízené v Evropě, že na rozdíl od jeho krajanů „většina Portugalců považuje Indii (ve významu celé Asie) za svoji vlast. Nemyslí více na Portugalsko, se kterým obchodují minimálně nebo vůbec a spokojí se s obchodem uskutečňovaným mezi řadou asijských přístavů, jako kdyby pocházeli odsud a neměli žádnou jinou zemi“.
Vedle politické, ekonomické a náboženské roviny boje mezi Portugalci a Nizozemci je nutné upozornit ještě na další úroveň tohoto střetu, a to na úroveň soupeření dvou jazyků. V tomto zápase jednoznačně uspěla portugalština, a to nejen z toho důvodu, že je nepochybně jednodušší než nizozemština, před kterou měla navíc zhruba stoletý náskok, ale také proto, že nizozemská administrativa se s výjimkou ostrova Ambon nepokoušela svůj vlastní jazyk mezi domorodci prosazovat. V Indonésii přistoupila k využití hojně frekventované malajštiny, která stojí u počátků moderní indonéštiny, zatímco v pobřežních oblastech Indického oceánu na západ od Malackého průlivu byla nuceni akceptovat kreolizovanou portugalštinu, která tam až do 18. století sloužila jako lingua franca. Proto nepřekvapí, že nizozemský spojenec, kandyjský král Rádžasinha II., byl ochoten přijímat dopisy vedle sinhálštiny pouze v portugalštině a že kambodžský panovník se ještě v roce 1722 snažil v tomto jazyce komunikovat s anglickým kapitánem Alexanderem Hamiltonem.

## Reorganizace, stabilizace a zánik (1669–1961)

### PřeměnaEstado da Índiav miniaturní teritorium
Kolem roku 1665 zůstávalo v portugalských rukou už jen torzo původního Estado da Índia. Jednalo se o Mosambik, svahilské pobřeží východní Afriky (tj. pobřeží Tanzanie a Keni), ostrovy Zanzibar a Pemba, několik západoindických měst (např. Goa, Díu, Daman, Chaul či Bassein), ostrovy Solor, Flores a východní část Timoru v Malých Sundách a čínské Macau. Nebyl to jen důsledek nizozemských útoků, nýbrž také aktivit domorodých států. Tak např. Maskat v roce 1650 dobyl ománský imám a východoindického přístavu Mailápur (port. São Tomé de Meliapor) se roku 1662 zmocnil sultán Gólkondy. Kromě toho byla v roce 1665 na základě spojenecké smlouvy z roku 1661 Anglii odstoupena Bombaj. Portugalská Indie tak přestala být politicko-ekonomickým celkem a změnila se v nesourodý konglomerát držav vzdálených od sebe stovky a tisíce kilometrů. V takovém stavu pochopitelně přestala být pro portugalskou Korunu výnosná a byla udržována již jen z prestižních důvodů.
Další územní ztráty se datují do konce 17. století, kdy ománské síly zabraly svahilské pobřeží na sever od mysu Delgado (tj. Dlouhý mys) s centrem v Mombase (1698), jíž nepomohla ani mohutná pevnost Fortaleza de Jesús (též známa jako Forte Jesus), a ostrov Zanzibar (1701). Dvousetleté portugalské působení v regionu však nezůstává přítomno pouze fortifikačními stavbami, nýbrž také nezanedbatelným ovlivněním lexika svahilštiny portugalštinou a tradicí konání býčích zápasů na ostrově Pemba. V letech 1737–1740 podlehla nájezdům Maráthů s výjimkou Damanu celá tzv. Severní provincie Portugalské Indie ležící na Kónkanském pobřeží (města Bassein, Chaul apod.). Po administrativním vynětí Mosambiku z pravomoci místokrále v Goi (1752) tak bylo kdysi rozlehlé asijské impérium v polovině 18. století omezeno jen na Gou, Daman a Díu na poloostrově Přední Indie, a dále Malé Sundy a Macau.

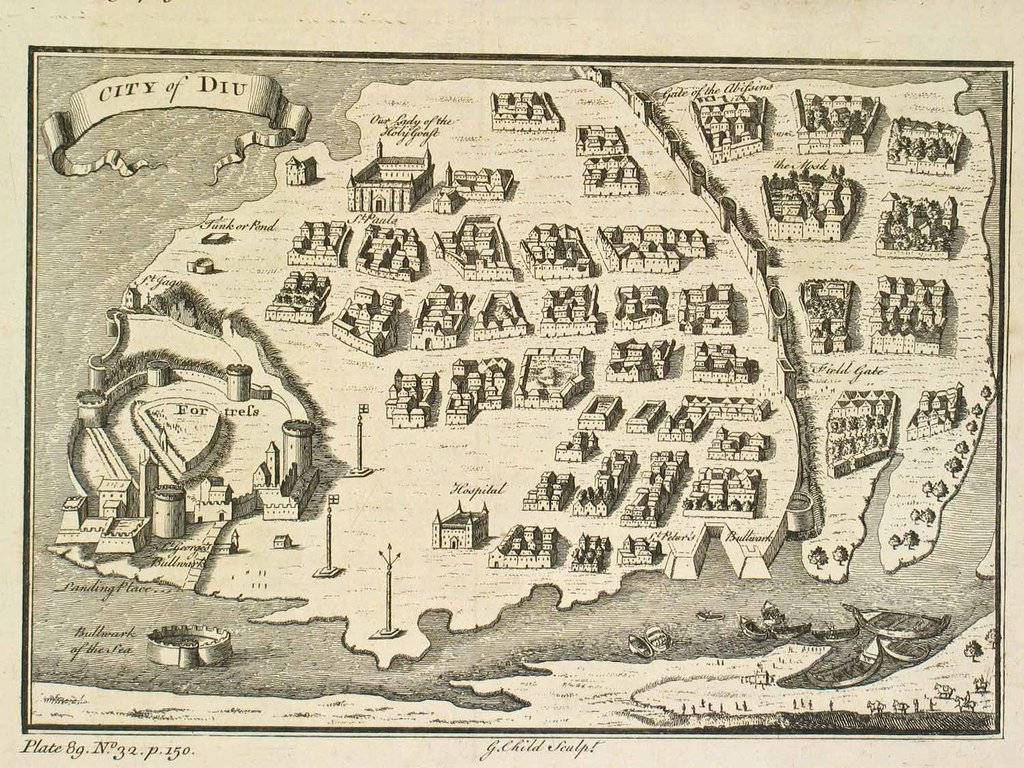
Přístav Díu v 18. století
(G. Child, 1729)

Tato zbývající území si Portugalci již jako relikt zašlých časů dokázali z větší části uchovat až do 20. století a dokonce je ještě rozšířit, když se jim v letech 1763–1788 podařilo připojit vnitrozemí Goy až k Západním Ghátům (tzv. Novas Conquistas) a roku 1779 získali od Maráthů území Dádra a Nagar Havélí ležící na jihovýchod od Damanu. Rozsah jurisdikce indických guvernérů se však nadále zmenšil, když z ní byly roku 1844 vyňaty Macau a Malé Sundy. Z nich byly v roce 1859 Solor a Flores postoupeny za slib zachování na nich hojně rozšířené katolické víry Nizozemcům a Východní Timor tak zůstal osamocen na samém okraji Asie jako doklad někdejší rozlohy světové říše. Salazarovo Portugalsko využilo jeho odlehlosti k propagandistické deklamaci přetrvávající velikosti portugalského zámoří, když hlásalo, že se rozkládá „od Minha (bývalá nejsevernější portugalská provincie) po Timor“.
Po roce 1844 byla Portugalská Indie tvořena již jen třemi indickými městy na pobřeží – Goa, Díu a Daman – spolu s regiony Dádra a Nagar Havélí ve vnitrozemí, to vše o celkové rozloze 3953 km². Úvahy o možném dosažení její nezávislosti na portugalském centru se poprvé objevily roku 1787, kdy se v Goi uskutečnilo tzv. spiknutí Pintů, jehož cílem bylo vytvořit z města a okolí křesťanskou republiku podle vzoru Spojených států amerických. Vůdci konspirace, bývalí jezuitští mniši, však byli zatčeni a uvězněni. V roce 1852 žádal reprezentant místní elity portugalské kortesy (zákonodárný sbor) o zvážení možnosti přetvoření Portugalské Indie v samostatnou územní jednotku. Většina obyvatelstva však nechtěla postupovat odděleně od zbytku Indického subkontinentu, který byl z větší části v držení Britského impéria, jehož panovnice Viktorie se v roce 1877 dokonce prohlásila indickou císařovnou.

### Zánik Portugalské Indie

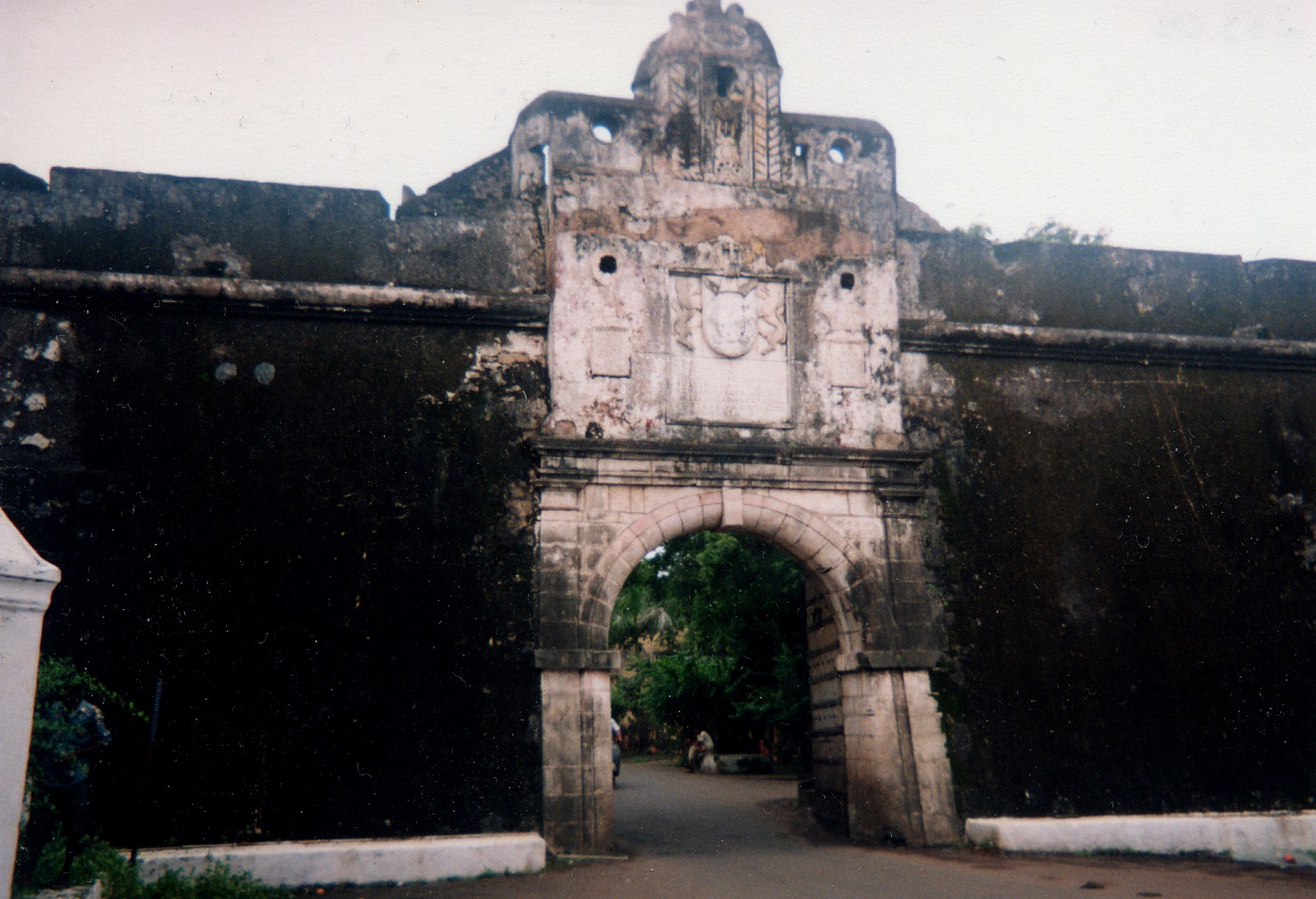
Portugalská pevnost v Damanu

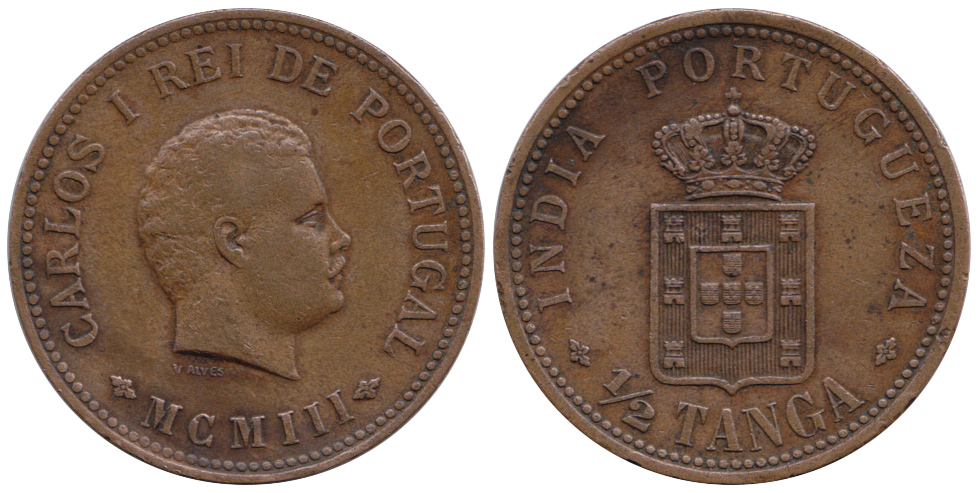
1/2 mince tanga ražená v roce 1903 pro Portugalskou Indii

Po nástupu Antónia de Oliveira Salazara do křesla ministerského předsedy Portugalské republiky (1932), která roku 1910 nahradila v zemi ležící na samém okraji jihozápadní Evropy monarchii, se zachování portugalského koloniálního dědictví stalo otázkou národní cti a křesťanské víry. Pokusy o aktivizaci nacionalistických nálad, řízené při vědomí celoindické sounáležitosti šéfem Goánského Výboru Kongresu, odnože Indického národního kongresu, Tristãem Bragança da Cunha, tak musely nutně skončit neúspěchem. Dokud v Přední Indii trval „britský mír“ (Pax Britannica), mohla portugalská vláda zůstat v klidu, ale jakmile 15. srpna 1947 převážně hinduistická Indická unie a většinově muslimský Pákistán vyhlásily nezávislost, bylo jasné, že při stávajícím postoji Salazara nebude pozice tří enkláv představujících Portugalskou Indii dlouhodobě udržitelná.
Portugalsko muselo po roce 1947 čelit silnému tlaku indického předsedy vlády Džaváharlála Néhrúa, aby své indické državy opustilo, ale portugalský premiér při projevu v Národním shromáždění v Lisabonu v listopadu 1947 svůj postoj vyjádřil zcela zřetelně: „Patří-li Goa (tj. Portugalská Indie) geograficky do Indie, pak společensky, nábožensky a kulturně náleží do Evropy“. Vzhledem k tomu, že portugalské vojenské síly se při případné vojenské konfrontaci nemohly s těmi indickými měřit, spoléhal se Salazar na podporu Severoatlantické aliance, jejímž bylo Portugalsko zakládajícím členem (1949). Kromě toho se snažil přesvědčit svět o portugalském „historickém nároku“ na drobná indická teritoria, která byla ve shodě s novou ústavou prohlášena za „zámořské provincie“ Portugalska (1951), tzn. byla postavena naroveň evropským provinciím země, čímž se stala její integrální součástí.

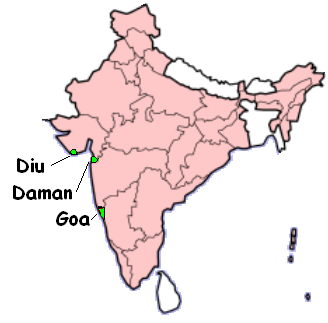
Portugalská Indie v rozsahu, jaký zaujímala mezi lety 1844–1961

Jestliže Francouzi indické návrhy na diplomatické řešení otázky svých držav, představovaných od pařížského míru z roku 1763 pouhými pěti neopevněnými městy Čandarnagar, Mahé, Jánáon, Puduččéri a Karaikkál, akceptovali a v letech 1949–1954 se jich vzdali, Portugalci jakékoliv jednání s indickou vládou na toto téma kategoricky odmítali. Indie proto roku 1953 odvolala z Lisabonu svého konzula a v srpnu příštího roku 1954 nechala region Dádra a Nagar Havélí nedaleko Damanu anektovat tzv. dobrovolníky (ve skutečnosti členové hnutí odporu nebo přímo indičtí vojáci). Salazar podal stížnost k Mezinárodnímu soudnímu dvoru v Haagu, na což Néhrú v průběhu roku 1955 zareagoval přerušením diplomatických styků s Lisabonem.
Mezinárodní politická situace, naplněná mírovým duchem Bandungské konference (1955), však tehdy indický vojenský zásah ještě neumožnila. Teprve tzv. rok Afriky (1960), kdy řada afrických států vyhlásila nezávislost, protiportugalsky laděné rozhodnutí Mezinárodního soudního dvora z téhož roku a rezoluce Valného shromáždění OSN ze 14. prosince 1960 o právu podmaněných národů na sebeurčení celkovou atmosféru od základů změnily. Portugalsko muselo navíc od počátku roku 1961 čelit koloniální válce v Angole, což ještě snížilo možnosti dodávek lidí, zbraní, materiálu a zásob do Goy, kde se jich jako vždy nedostávalo.
Indická armáda, zaštítěná podporou Sovětského svazu, se v srpnu 1961 pohnula směrem k hranicím portugalských držav, které překročila 18. prosince téhož roku. Portugalská vláda iniciovala svolání schůze členů Rady bezpečnosti OSN, avšak návrh její rezoluce, vyzývající indické vojáky ke stažení, vetoval zástupce SSSR. Ačkoliv Salazar doufal, že se portugalské jednotky udrží alespoň týden, ve skutečnosti se vzdaly již 19. prosince 1961 nad ránem, a to navzdory tomu, že obránci Díu strhli přístupový most. Čtyřsetpadesátiletá historie Portugalské Indie se tak uzavřela. Nejednalo se však jen o zánik posledních zbytků evropského koloniálního panství na území Indie. Celý problém byl úzce propojen se soupeřením USA a SSSR v rámci studené války. Odchodem Portugalců z Indie totiž NATO přišlo o své základny v Indickém oceánu, kterých se zmocnila prosovětsky orientovaná indická vláda.
Přestože byla Portugalská Indie roku 1962 oficiálně připojena k Indické unii, portugalská vláda uznala tento stav až po svržení autoritativního režimu karafiátovou revolucí (1974). Náboženské, kulturní a společenské odlišnosti od sousedních indických regionů nakonec vyvolaly potřebu vytvoření samostatného spolkového státu tvořeného Goou, Damanem a Díu (1987). Navzdory tomu je většina Goánců etnicky indického původu, byť silně ovlivněna portugalskou kulturou. V současnosti zhruba polovina obyvatel Goy vyznává katolickou víru, ale užívání portugalského jazyka je v důsledku tlaku domorodé kónkanštiny a angličtiny na ústupu.

## Správa, společnost a obchod

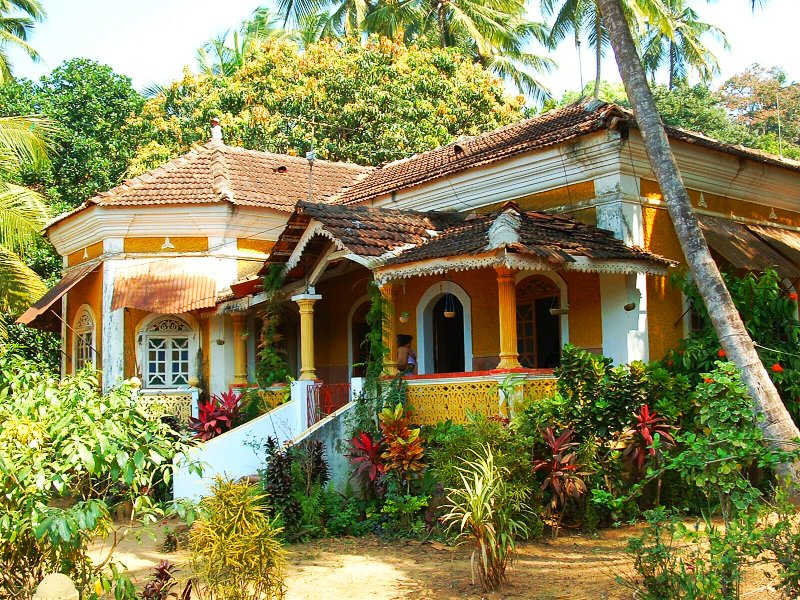
Potrugalská koloniální vila v Goa

Administrativu Portugalské Indie řídil guvernér, který v případě urozeného původu z řad vysoké šlechty obdržel titul místokrále (vicekrále). K dispozici měl poradní orgán zvaný od roku 1563 Státní rada. Indickému guvernérovi byli podřízeni kapitáni jednotlivých pevností roztroušených od pobřeží východní Afriky až po Dálný východ, z nichž nejdůležitější roli zaujímali tzv. vrchní kapitáni, kteří sídlili v perském Hormuzu a malajské Malakce. Mosambik mezi lety 1569–1609 spravoval generální kapitán, který byl do roku 1575 nezávislý na Goe. Královští úředníci byli vybíráni zpravidla na tři roky a v souladu se středověkými zvyklostmi byli vybíráni z řad šlechticů, kteří se mohli vykázat dostatečnými službami a zásluhami vykonanými pro Korunu. Na rentabilní posty se vytvářely sáhodlouhé seznamy čekatelů, přičemž na mnohé z nich se do konce jejich života ani nedostalo. Pro lokální administrativu měly význam městské rady (Senados da Câmara), z nichž nejvýznamnější se od roku 1583 nalézala v Macau.

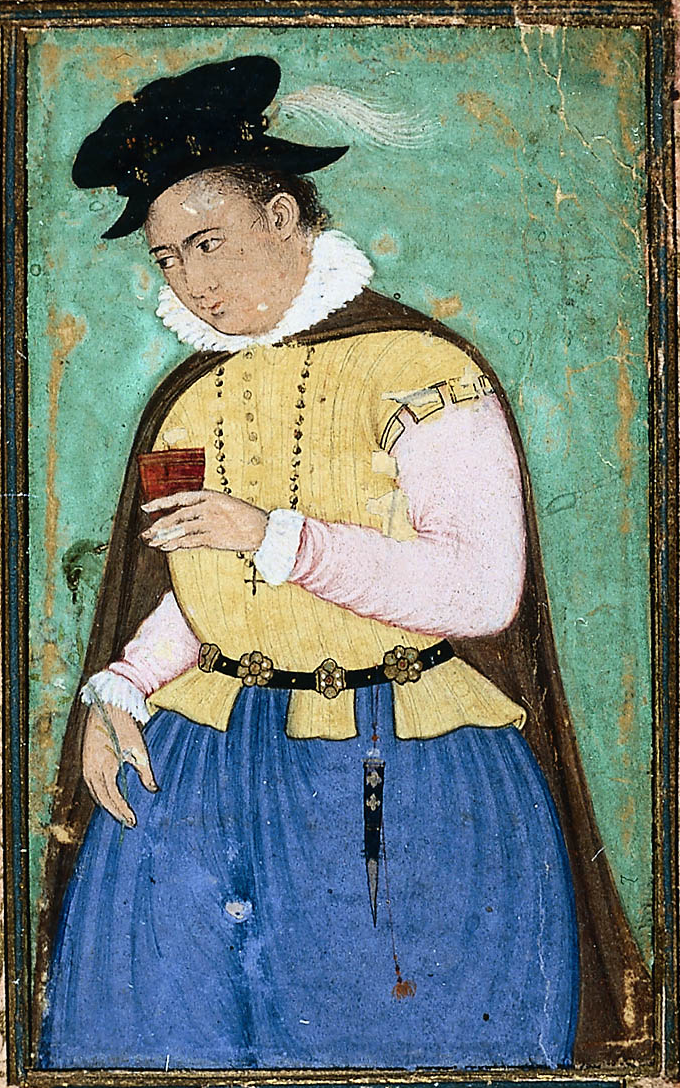
Portugalec popíjející víno, mughalská malba, kolem roku 1600

Ačkoliv jediným oficiálním kritériem pro dělení společnosti v portugalském zámoří bylo náboženské vyznání (jedinou akceptovatelnou vírou bylo římskokatolické křesťanství), ve skutečnosti hrál nesmírně důležitou roli i původ a společenské postavení. Zásada tzv. čistoty krve (limpeza de sangue či pureza de sangue) prakticky vyřazovala z veřejného života míšence, černochy a nekřesťany (ať již pohany nebo třeba hinduisty), byť v praxi byla situace často odlišná. Rasová segregace tak byla v portugalské říši zcela běžnou záležitostí a nejen na euro-asijské míšence (tzv. mestiços), ale i na Portugalce narozené v Asii (tzv. castiços či indiáticos) se hledělo s despektem. Privilegované postavení si udrželi jen bílí příchozí z Evropy (tzv. reinóis). Z hlediska stratifikace společnosti na tři stavy tvořili obyvatelstvo portugalských osad duchovní, šlechtici (tzv. fidalgos) a běžní kolonisté (tzv. casados, tj. ženatí) spolu se svobodnými vojáky (tzv. soldados).
Obchod mezi Portugalskem a Indií se uskutečňoval po trase vedoucí kolem mysu Dobré naděje (tzv. Carreira da Índia, též Rota do Cabo) a od roku 1506 se nacházel pod plnou kontrolou krále, který jeho praktickou správu delegoval na instituci zvanou Casa da Índia (vytvořena def. roku 1504). Soukromí kupci naopak převládali ve vnitroasijské obchodní síti (od pol. 16. století byly rušeny tamější královské monopoly), byť si museli od státních úředníků opatřit ke svobodné plavbě je opravňující námořní pas (tzv. cartaz). Přestože Koruna kladla hlavní důraz na dovoz orientálních produktů (především malabarského pepře a zázvoru, hřebíčku z Moluk, muškátového ořechu ze souostroví Banda, cejlonské skořice a čínského hedvábí a porcelánu) do Evropy, většina zisků jí plynula z celnic zdaňujících obchodní aktivity v Asii. Když se objem zboží přepravovaného po tzv. Carreira da Índia a nakupovaného zejména za zlato, stříbro, měď a textilie začal od druhé poloviny 16. století v důsledku oživení rudomořské trasy snižovat a stávat se tak ještě méně rentabilním, rozhodl se král roku 1570 svůj monopol na přímý obchod s Indií zrušit. Rostoucí význam brazilské produkce třtinového cukru dala panovníkovi za pravdu, byť mezi lety 1598–1642 byl monopol na obchod s Orientem španělskými Habsburky obnoven. Poté se však jeho existence v důsledku mocenského nástupu Nizozemců definitivně ukázala jako neefektivní.

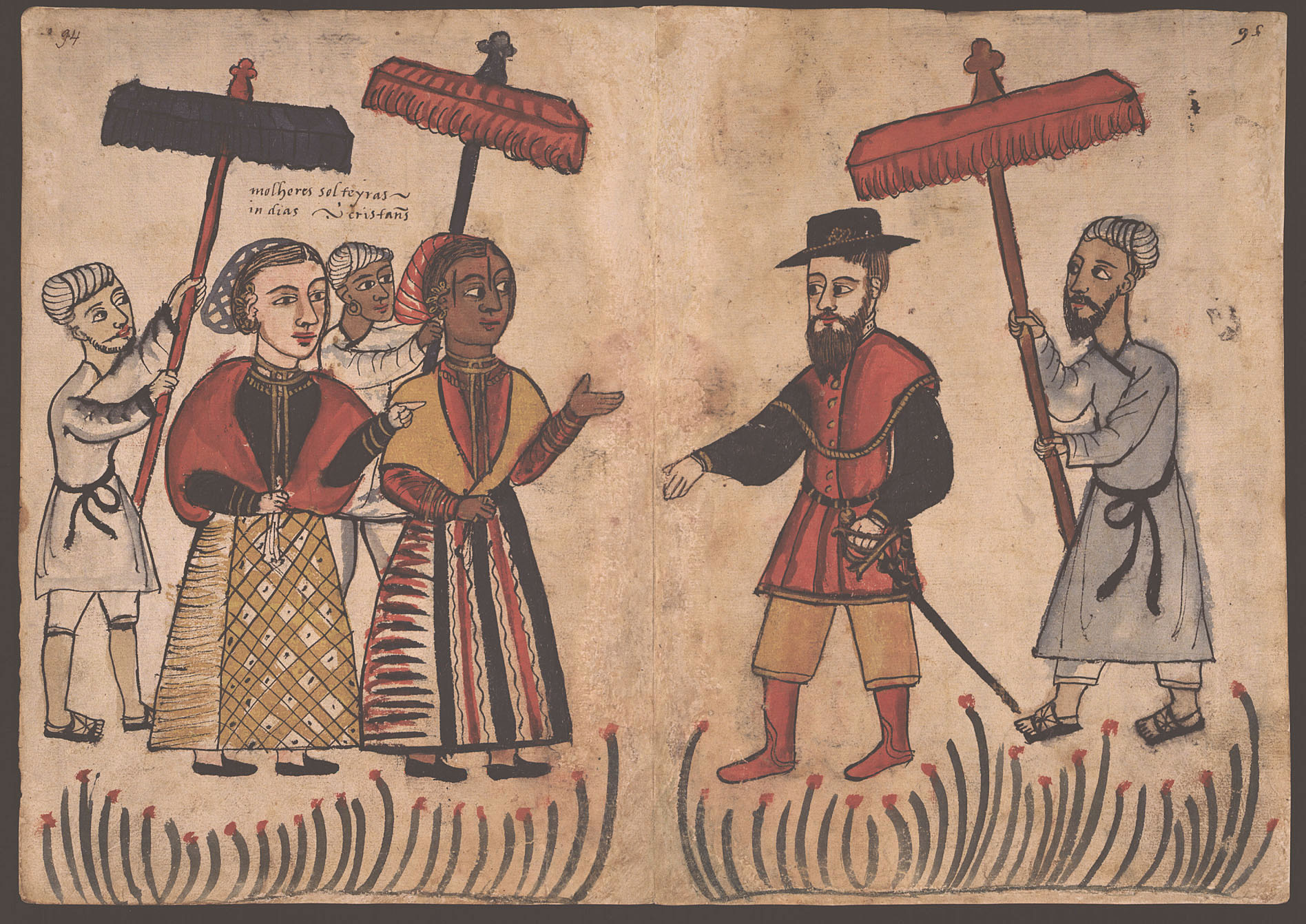
Portugalský šlechtic a křesťanské indické ženy v evropských šatech, Códice Casanatense, cca 1540

Navzdory vojensko-obchodnímu charakteru portugalské říše v Asii nevznikly přes nesmírné úsilí několika schopných guvernérů až do poslední třetiny 17. století stálé vojenské jednotky. Kromě toho bylo od roku 1545 zakázáno, aby ve vojsku sloužili míšenci, byť se toto nařízení striktně nedodržovalo. Portugalská armáda tak byla nepružná a trpěla neustálým nedostatkem mužů, zvláště když nemálo z nich umíralo spíše na tropické nemoci než v boji. Situace musela být řešena importem stále nových a nových branců z Evropy, avšak nebezpečná a nedostatečně placená vojenská služba příliš nelákala, což nutilo úřady verbovat i odsouzené vězně (tzv. degredados). Přesto se indickému guvernérovi většinou nepodařilo shromáždit více než tisíc mužů schopných boje. V letech 1870–1871 bylo portugalské vojsko v Indii, jež byla z větší části kontrolována Brity, zrušeno jako nepotřebné. Ani ohledně válečných plavidel Portugalci takřka nikdy nedosáhli požadovaného počtu, nicméně díky pevnější konstrukci a využití lodních děl si dokázali ve vodách Indického oceánu západně od Malakky vynutit převahu. Tu udržovaly tři eskadry osazené pro nedostatek Evropanů domorodými posádkami, které se pohybovaly jednak při vstupu do Rudého moře a Perského zálivu, jednak podél západního pobřeží Indie a v neposlední řadě také v Bengálském zálivu.
Po zjištění, že většina Indů nevyznává křesťanství, ale hinduismus (1500), zahájili Portugalci činorodé misijní aktivity s cílem evangelizovat nejprve indické obyvatelstvo a poté i další asijské populace. Christianizační snahy byly úzce spjaty s oficiální politikou portugalského státu kdekoliv ve světě a spolu se silnou antipatií vůči muslimům tvoří charakteristický rys portugalské expanze. Náboženské centrum celého Estado da Índia se nalézalo v Goi, od roku 1558 sídle arcibiskupa a od roku 1560 také sídle inkvizičního tribunálu, odkud odcházeli misionáři do všech koutů Orientu. Nejvýznamnějším z nich je bezesporu jezuita sv. František Xaverský, jenž je nazýván Apoštolem Indií. Jestliže úsilí o rozšíření křesťanské víry po asijském kontinentu nemělo v důsledku tamějších nesmírně propracovaných a sofistikovaných náboženských systémů očekávaný úspěch a pokusy vystavět pomocí konverzí k Evangeliu hráz expandujícímu islámu v Indonésii naprosto ztroskotaly, pak duch kultury, vyjádřený výstavbou farních a klášterních škol (např. seminář Santa Fé v Goi) či zavedením knihtisku (poprvé roku 1556 v Goi), naopak představuje pozitivní stránku portugalského působení v Asii.

### Zahraniční
- BOXER, Charles Ralph. Império Colonial Portugês. Lisboa: Edições 70, 1977. ISBN 972-44-0846-9.
- MATHEW, K. M. History of the Portuguese Navigation in India. New Delhi: [s.n.], 1988. ISBN 81-7099-046-7.
- PEARSON, Michael Nayron. Os portugueses na Índia. Lisboa: Teorema, Jornal, 1990. ISBN 972-695-100-3.
- SUBRAHMANYAM, Sanjay. O império asiático português. Lisboa: Difel, 1996. ISBN 972-29-0328-4.
- THOMAZ, Luís Filipe F. R. Estado da Índia. In: ALBUQUERQUE, Luís de. Dicionário de História dos Descobrimentos Portugueses. Lisboa: Caminho, Círculo de Leitores, 1994. ISBN 972-42-0834-6.

### Česká
- HUYGH, Edith; HUYGH, François-Bernard. Lovci koření na cestě do bájné Indie. Praha: Volvox Globator, 1997. ISBN 80-7207-108-4.
- KLÍMA, Jan. Dějiny Portugalska. Praha: NLN, 2007. ISBN 978-80-7106-903-4.
- KLÍMA, Jan. Dekolonizace portugalské koloniální říše. Hradec Králové: Gaudeamus, 2000.
- KLÍMA, Jan. Portugalská Indie. Praha: Libri, 2010.
- KLÍMA, Jan. Portugalská koloniální říše. Hradec Králové: Gaudeamus, 1995.
- STANĚK, Karel. Soupeření Portugalců a Nizozemců o monopol v obchodu s kořením. Historický obzor: časopis pro výuku dějepisu a popularizaci historie. 2011, roč. 22, čís. 7–8, s. 146–155. ISSN 1210-6097.
- STRNAD, Jaroslav; FILIPSKÝ, Jan; HOLMAN, Jaroslav; VAVOUŠKOVÁ, Stanislava; KRÁSA, Miloslav. Dějiny Indie. Praha: NLN, 2003. ISBN 80-7106-493-9.
- SKŘIVAN, Aleš; KŘIVSKÝ, Petr. Moře, objevy, staletí. Praha: Mladá fronta, 1980.
- WANNER, Michal. Portugalská indická společnost. Historický obzor: časopis pro výuku dějepisu a popularizaci historie. 2012, roč. 23, čís. 7–8, s. 146–161. ISSN 1210-6097.